# Cultura de Venezuela
La cultura de Venezuela es el resultado de la mezcla inicial y principalmente de tres ramas culturales distintas: la europea —en particular la española—, la indígena americana y la africana. En este sentido, la cultura de ese país deriva en primera instancia del proceso colonial español donde para fundar a Venezuela se sintetizaron —en distintos grados y formas— la base cultural previa de distintas poblaciones indígenas del actual territorio venezolano, el aporte cultural de los colonos europeos —destacando la creación de Nueva Cádiz a finales del XVI, así como la diversidad de culturas traídas por los esclavos africanos —principalmente de África Central—. Posteriormente, la cultura seguiría evolucionando tras la Independencia de ese país al inaugurarse el período republicano con diversas oleadas de migrantes hasta la actualidad dentro del contexto de la globalización.
Cabe destacar la influencia de los canarios y andaluces en el dialecto venezolano, al ser las regiones de donde procedían la mayor parte de los colonos en la zona del Caribe.

## Idiomas

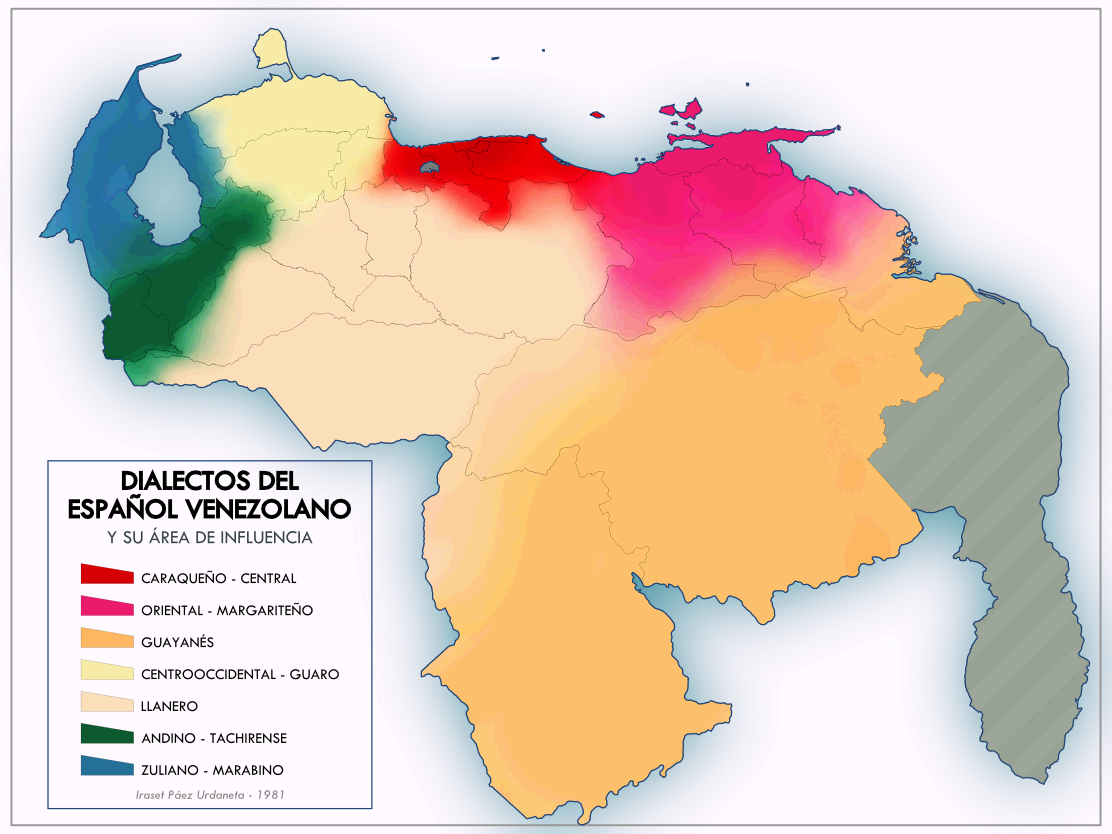
Dialectos del español venezolano.

Aunque el país es mayormente monolingüe al ser el español el principal idioma, se hablan numerosas lenguas en Venezuela. De esta manera, la Constitución venezolana reconoce al castellano como lengua oficial del país y a unas treinta lenguas autóctonas (como el wayú, el warao, el pemón, entre otros) como «de uso oficial para los pueblos indígenas», pero señala que «deben ser respetados en todo el territorio de la República». La mayoría de estos últimos con pocos hablantes (menos del 1 % de la población total).
Por otro lado, pese a que la lengua de señas venezolana no es reconocida como lengua oficial a nivel de la Constitución nacional, esta sí reconoce el derecho de la comunidad sordomuda de expresarse a través de ella y el derecho de ser informados por esta lengua por medio de la televisión pública y privada.
Aunque no es reconocido como lengua oficial, una reducida minoría de la población de la Colonia Tovar (Aragua) habla un dialecto del alemán conocido como alemán coloniero.
Por otra parte, el idioma inglés está muy extendido en primer lugar en el estado Bolívar donde los descendientes de afrocaribeños hablan una forma de inglés criollo con elementos del castellano, portugués, francés y neerlandés. En segundo lugar, debido a la influencia de los inmigrantes estadounidenses, principalmente motivado a la explotación petrolera. De igual manera, dentro del territorio internacionalmente reconocido como venezolano, el inglés es hablado en Santa Elena de Uairén (estado Bolívar) por buena parte de la población dada su cercanía a Guyana. Sin embargo, en el territorio de la Guayana Esequiba —reclamado por Venezuela pero administrado por Guyana— existen numerosas localidades de habla mayoritariamente inglesa.
Asimismo, los inmigrantes y parte de sus descendientes hablan, además del castellano, sus propios idiomas donde destacan el árabe, el italiano, el portugués, el inglés, el chino cantonés, el gallego, entre otros. El árabe se habla principalmente por las colonias libanesas y sirias en la isla de Margarita, Maracaibo, Puerto La Cruz, Maracay y Caracas. 

## Etnografía

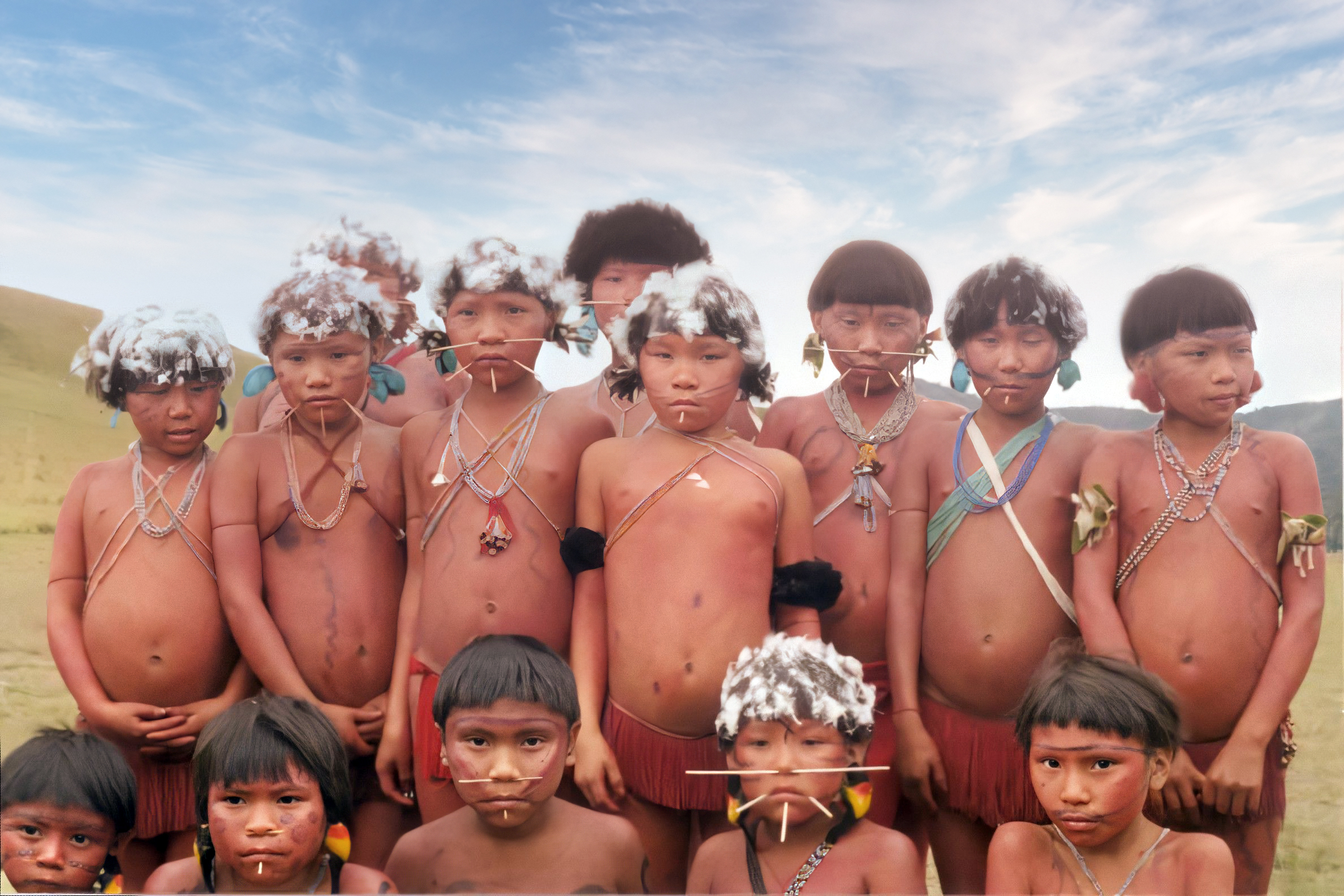
Grupo de niños indígenas de la tribu de los yanomamis en el Alto Orinoco.

Los venezolanos poseen una combinación rica de herencias. A partir del período primero se mezclaron indígenas, españoles y africanos, y hoy en día la mayoría de los venezolanos tiene una o más de esas ascendencias: mulatos 30 %, mestizos 35 %, descendientes de europeos 25 % (en su mayoría italianos, españoles, portugueses, alemanes, entre otros), afrodescendientes 8 %, indígenas 1,5 %, asiáticos 0,5 %, Las comunidades indígenas en la actualidad rondan el 1 % de población total nacional, y están establecidas principalmente en el estado Zulia y al sur del río Orinoco y su desembocadura.
Con el inicio de las explotaciones petroleras a principios del siglo XX, se establecen compañías y ciudadanos provenientes en su mayoría de los Estados Unidos. Posteriormente, a mediados de siglo, especialmente a principios de la época de la posguerra, vinieron a incorporarse a la sociedad venezolana, una nueva ola otra vez de inmigrantes de origen italiano, español, y nuevos inmigrantes portugueses, libaneses, alemanes, croatas, chinos, japoneses (entre otros); y de diversos países de la América Latina (Colombia, Ecuador, Argentina, Perú, Chile, República Dominicana, Haití, México, etc.) durante el boom petrolero de los años setenta.
El Censo General de Población y Vivienda del año 2001, indica que las principales colonias extranjeras establecidas en el país son originarias, en este orden y citando solo las más numerosas de: España, Italia, Líbano, Portugal, Alemania, Argentina, Estados Unidos, China, Colombia, República Dominicana, Chile, Ecuador, Perú, Cuba, Guyana, Brasil, Uruguay, Francia, México,Trinidad y Tobago, representan alrededor de un 7,7 % de la población total.
La mayoría de la inmigración árabe en Venezuela consiste en libaneses y sirios. A finales del siglo XIX llegaron los primeros inmigrantes de habla árabe, dedicándose al comercio y a la pesca de perlas en la isla de Margarita. A principios del siglo XX llegaron más personas de origen árabe. Como en aquel entonces estos países estaban bajo el dominio turco, estos inmigrantes traían pasaporte de ese país, razón por la que hasta hoy se les llama coloquialmente turcos. Todavía en la actualidad muchos de estos inmigrantes se dedican al comercio en las principales ciudades del país. Hay indígenas americanos principalmente de origen caribeño. Gran cantidad de inmigrantes latinoamericanos atraídos por los grandes recursos del país han llegado a Venezuela en el siglo XX. Estas continuas oleadas migratorias aumentaron el complejo mosaico racial del país. En Venezuela nunca ha habido problemas raciales.[cita requerida] Es por ello que el poema Píntame angelitos negros, popularizado a través de una famosa canción a mediados del siglo XX y que representa una especie de himno en contra de todo tipo de discriminación racial, es de un famoso escritor, poeta, humorista, abogado y político venezolano: Andrés Eloy Blanco. Como la mayor parte de los inmigrantes han sido blancos, las poblaciones negras e indígenas han disminuido su importancia, para aumentar la mestiza y la blanca.

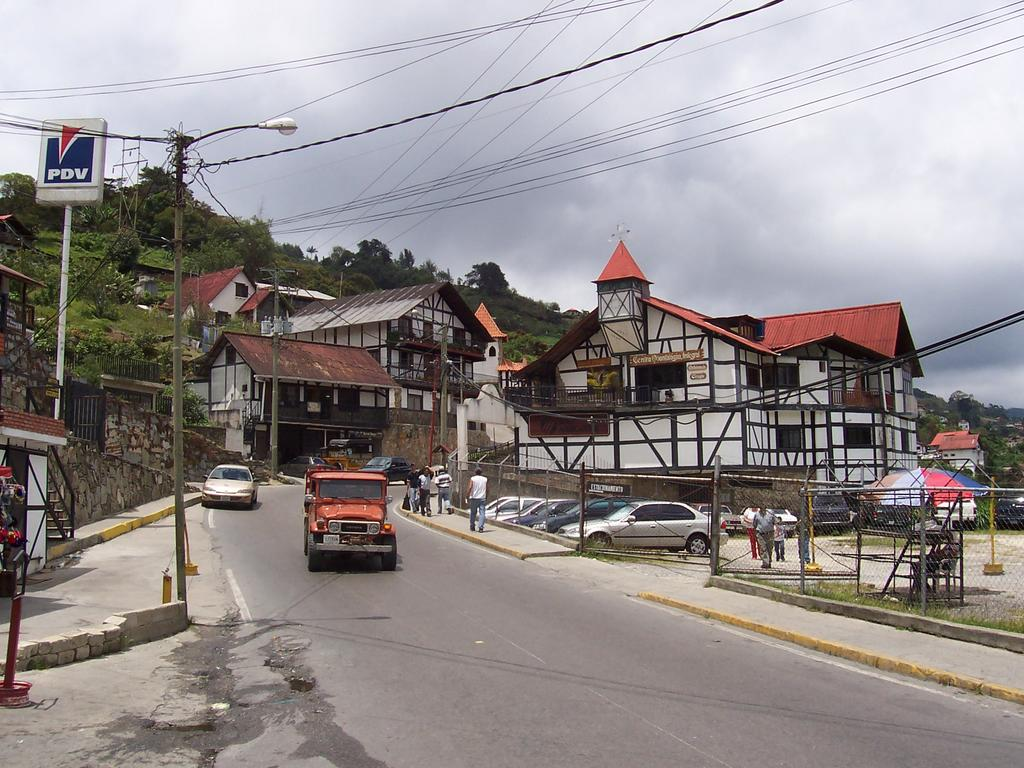
Colonia Tovar, fundada en 1843 con colonos generalmente católicos, procedentes de zonas agrícolas del suroeste de Alemania. Sus habitantes conservan su cultura e idioma, y hablan un dialecto del alemán llamado alemán coloniero.

### Indígenas
La población indígena venezolana es una minoría étnica que en 2011 representaba el 2,7 % de la población total del país, con un total de 1 511 329 personas étnicas de acuerdo con el censo de 2011 de Venezuela, del cual solo los ubicados en las regiones más aisladas y remotas del país mantienen su cultura intacta o casi intacta. Por otro lado, los indígenas en contacto con blancos y mestizos de áreas urbanas poseen cierta asimilación, poniendo en peligro de desaparecer su cultura, gracias a las influencias recibidas constantemente de otros países vecinos, lo cual provoca un transculturización en la cultura actual del país, y solo como se decía anteriormente un pequeño grupo de indígenas muy alejados de la ciudad son capaces de mantener en pie sus costumbres y su cultura en general. Sin embargo, la influencia cultural indígena a nivel nacional ha permeado en ciertas palabras de topónimos, objetos y alimentos, así como también dentro la gastronomía y en expresiones artísticas y religiosas, aunque en menor medida que las influencias europeas.

### Afrovenezolanos
Este grupo se concentra en la región de Barlovento, en el estado Miranda, la costa del estado Vargas así como también en el estado Yaracuy específicamente en el municipio Veroes. En el sur del lago de Maracaibo, estado Zulia, en una conocida población llamada Bobures y en la localidad de El Callao y sus poblaciones aledañas estado Bolívar. Poseen parte de la cultura de sus ancestros, los afrodescendientes del resto del país están totalmente asimilados, perdida totalmente su antigua cultura y desarrollando la de los mestizos.

## Religión
La constitución establece la libertad de culto y alrededor de un 92% de la población venezolana son católicos; el resto se adscriben a denominaciones protestantes, a otras religiones, o son ateos.

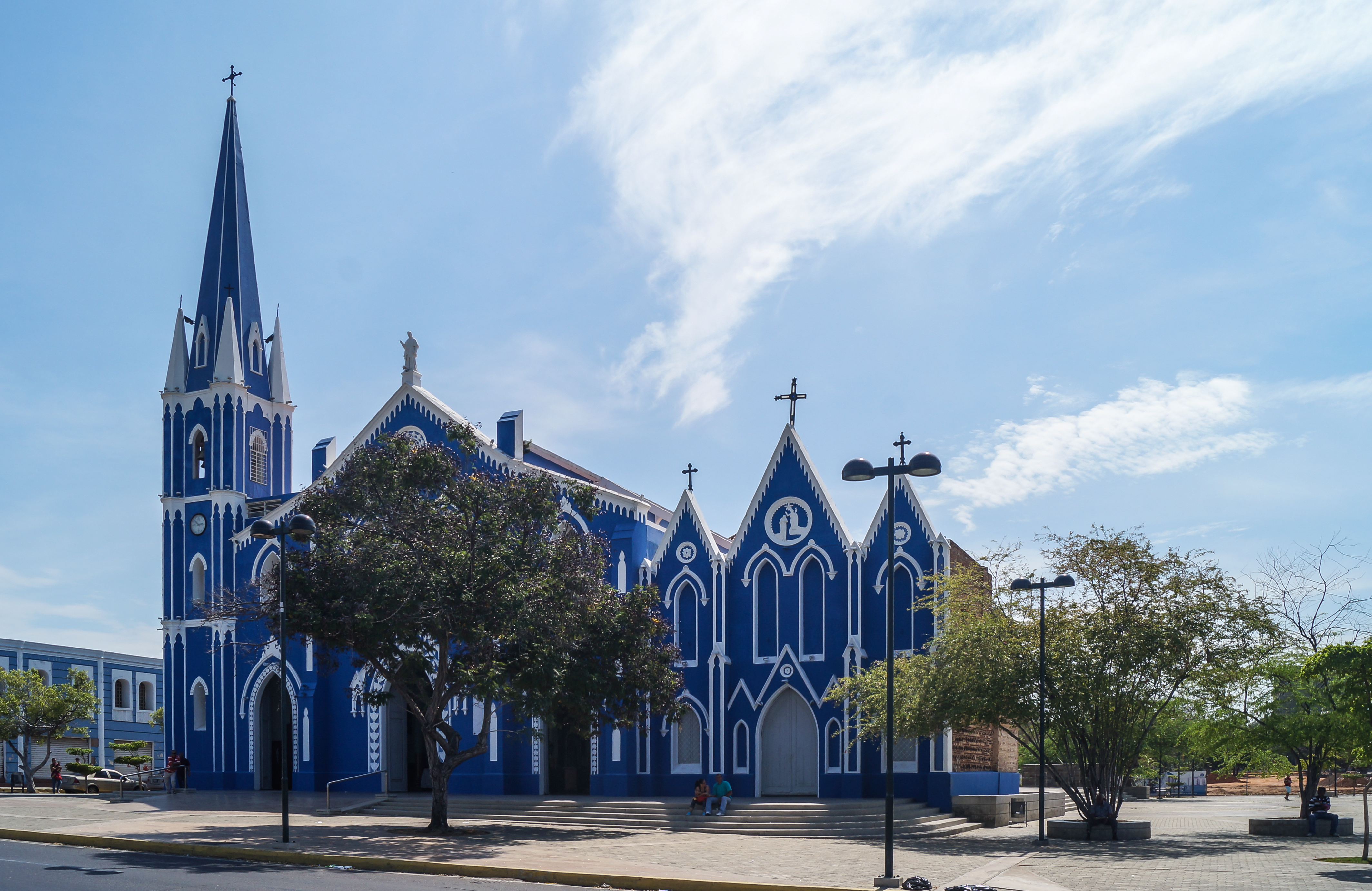
Iglesia de Santa Bárbara (Maracaibo).

Existen algunos grupos que practican religiones con algunas raíces prehispánicas.
Una minoría que ha ido en aumento se ha unido también a grupos religiosos norteamericanos, siendo los testigos de Jehová, mormones (Iglesia de Jesucristo) y adventistas del Séptimo Día los más importantes.
Venezuela es hogar de una destacada comunidad judía, así como de la segunda comunidad islámica más grande en América Latina y la comunidad drusa más grande fuera de Medio Oriente.
Los practicantes religiosos activos ; las poblaciones afrodescendientes desarrollan una fe católica mezclada con religiones africanas llamada Santería. 

## Artesanía
La historia de las artesanías y los artesanos no pueden desprenderse de antecedentes que nos remontan a más de 14 000 años, cuando los primeros pobladores habitaban el actual territorio de Venezuela. Los primeros pobladores desarrollaron técnicas propias de sociedades caza-recolectoras para la talla de piedras y maderas, con el fin de crear objetos que favorecieran su interacción con el medio ambiente y el aprovechamiento de sus recursos.
Tiempo después cuando el hombre y su sociedad desarrollan conocimientos que les permiten el tratamiento de otros recursos naturales, como la arcilla, logran plasmar parte de su mundo y cosmogonía sobre la tierra modelada y cocina. Los primeros vestigios cerámicos provienen del Orinoco medio, de las tradiciones culturales conocidas como Saladoide y Barrancoide. Los tejidos y la cestería fueron utilizados de manera utilitaria y en fiestas sagradas. En los cementerios indígenas de Quíbor —estado Lara— se han hallado restos de enteras tramadas que servían de soporte a los cadáveres. Las cestas eran utilizadas como urnas en donde se colocaban partes del esqueleto ya seco para ser depositado en otros espacios como enterramientos secundarios. Algunos fragmentos arqueológicos de cerámica muestran impresiones de cestería que hacen pensar que ciertos tramados fungían como soporte de grandes ollas o platos, mientras las piezas eran decoradas o terminadas antes de ser quemadas. Muchas de las técnicas practicadas en las artesanías actuales tuvieron su nacimiento en este período histórico.
En Venezuela, existen numerosas regiones que generan productos susceptibles de ser protegidos por una denominación de origen y muchos más, por denominaciones geográficas, siendo la primera, la que identifica los productos generados en todas sus fases en una determinada región y no en otra, y la segunda, cuando al menos una de las facetas de producción se origina en una localidad específica. 
Así, y refiriéndonos al rubro de la artesanía, nos encontramos con una serie de productos cuyo registro como denominación de origen puede ser sustentado: las artesanías en madera del pueblo de Guadalupe en el Estado Lara; los chinchorros de La Vecindad en Santa Ana del Norte en la Isla de Margarita; los chinchorros de Curagua del Estado Monagas; los telares de Tintorero en el Estado Lara; las tallas merideñas; las piezas de barro de Escuque en el Estado Trujillo; las piezas de barro de la pequeña población de El Cercado en la Isla de Margarita, entre tantos otros y sin entrar en el detalle de los productos que derivan de las distintas comunidades indígenas.

## Artes plásticas
La pintura y la escultura venezolanas han sido tradicionalmente influenciadas por el tema histórico y el proceso político vivido por el país en su Independencia. Muchas pinturas y esculturas decimonónicas a menudo se presentan como representaciones de momentos clave de la historia, hechos heroicos y alegorías de la nación. Quienes destacaron en esta fase fueron Juan Lovera, Arturo Michelena, Martín Tovar y Tovar, Tito Salas, entre otros. Igualmente está el caso de Pedro Centeno Vallenilla, quien se destacó por la exuberancia de los cuerpos, las formas neoclásicas y las alegorías al mestizaje.  
No obstante, la pintura romántica tuvo su mayor exponente en Cristóbal Rojas, quien se apartó mayormente de esos temas generalizados.
Entre quienes han contribuido sobremanera al arte cinético han sido Carlos Cruz-Díez, Jesús Soto y Juvenal Ravelo. Esta tendencia en particular se ha hecho muy popular en el país, y existen obras de este tipo en varias instituciones culturales, e incluso en autopistas, en el Metro y en aeropuertos como el de Maiquetía. El abstraccionismo y el simbolismo tuvieron uno de sus más grandes desarrolladores en Armando Reverón, cuya obra comienza a ser redescubierta y reconocida internacionalmente. En el abstraccionismo y el cinetismo también destacó Alejandro Otero, mientras que el realismo social estuvo ligado a la labor de César Rengifo. Grandes paisajistas han sido Manuel Cabré, Luis Álvarez de Lugo, entre otros, destacándose en la pintura del cerro El Ávila. Otro nombre es Pedro León Zapata, reconocido por ser un célebre caricaturista.
Otras tendencias en las artes pictóricas que se puede apreciar en Venezuela en las obras del periodo colonial venezolano donde los motivos religiosos asociado con la Virgen María, la natividad y la vida de Jesús son preponderante en dicho periodo histórico. Otra formas menos académicas pero muy populares en los finales del siglo XX y comienzos del XXI lo constituye el muralismo y en la cual se encuentran gran cantidad e de diseños y tendencias.
En la escultura sobresalen Francisco Narváez, Alejandro Colina, Víctor Valera, Harry Abend, Gertrud Goldschmidt, Lía Bermúdez, entre otros. En el país también han tenido especial cabida las actividades y creaciones en el campo del diseño gráfico.

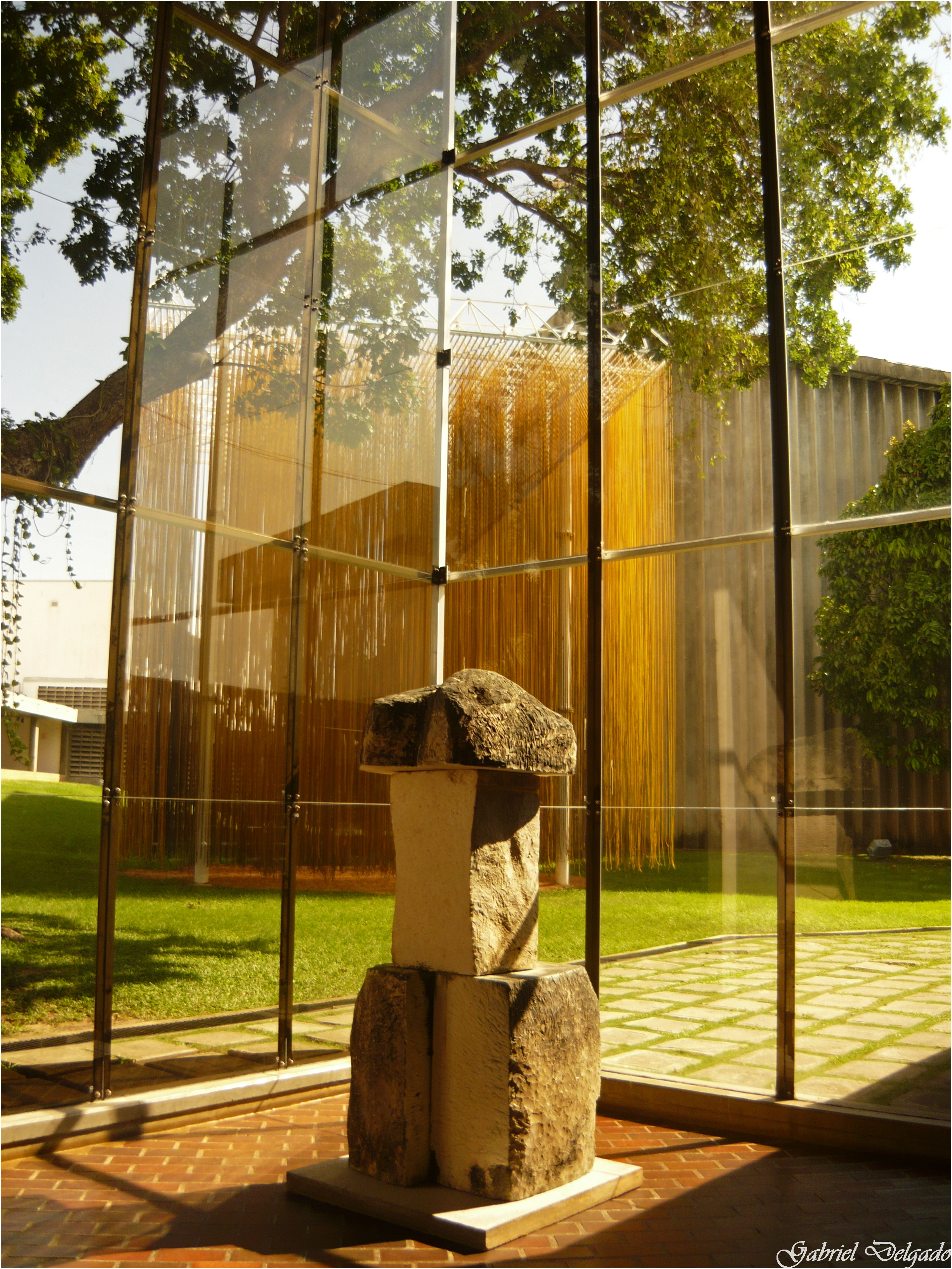
Museo de Arte Moderno Jesús Soto.
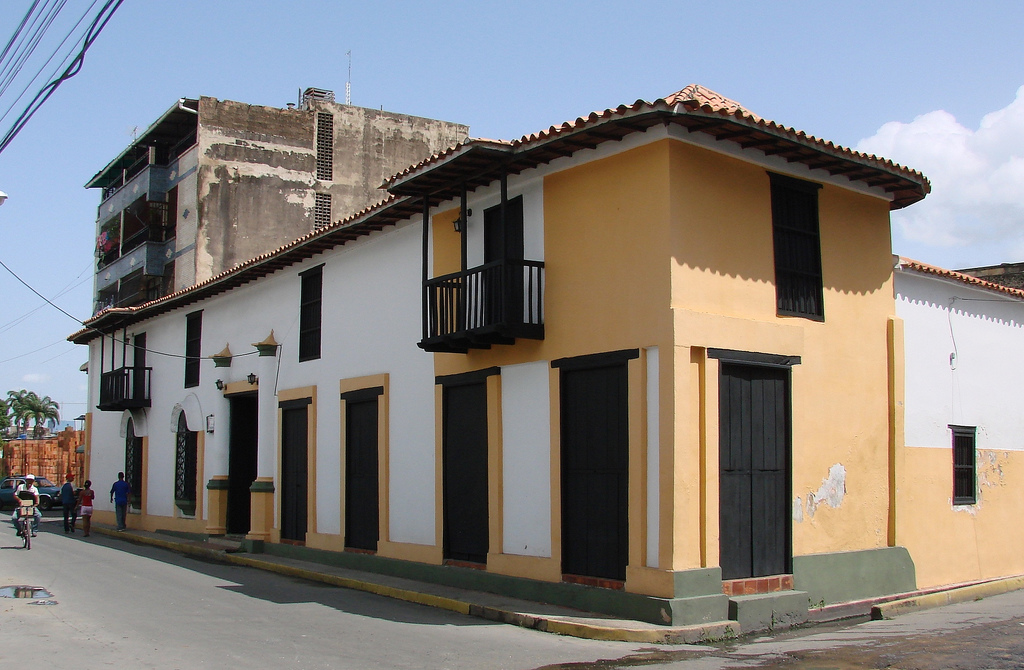
Museo de Arte e Historia de Cagua.
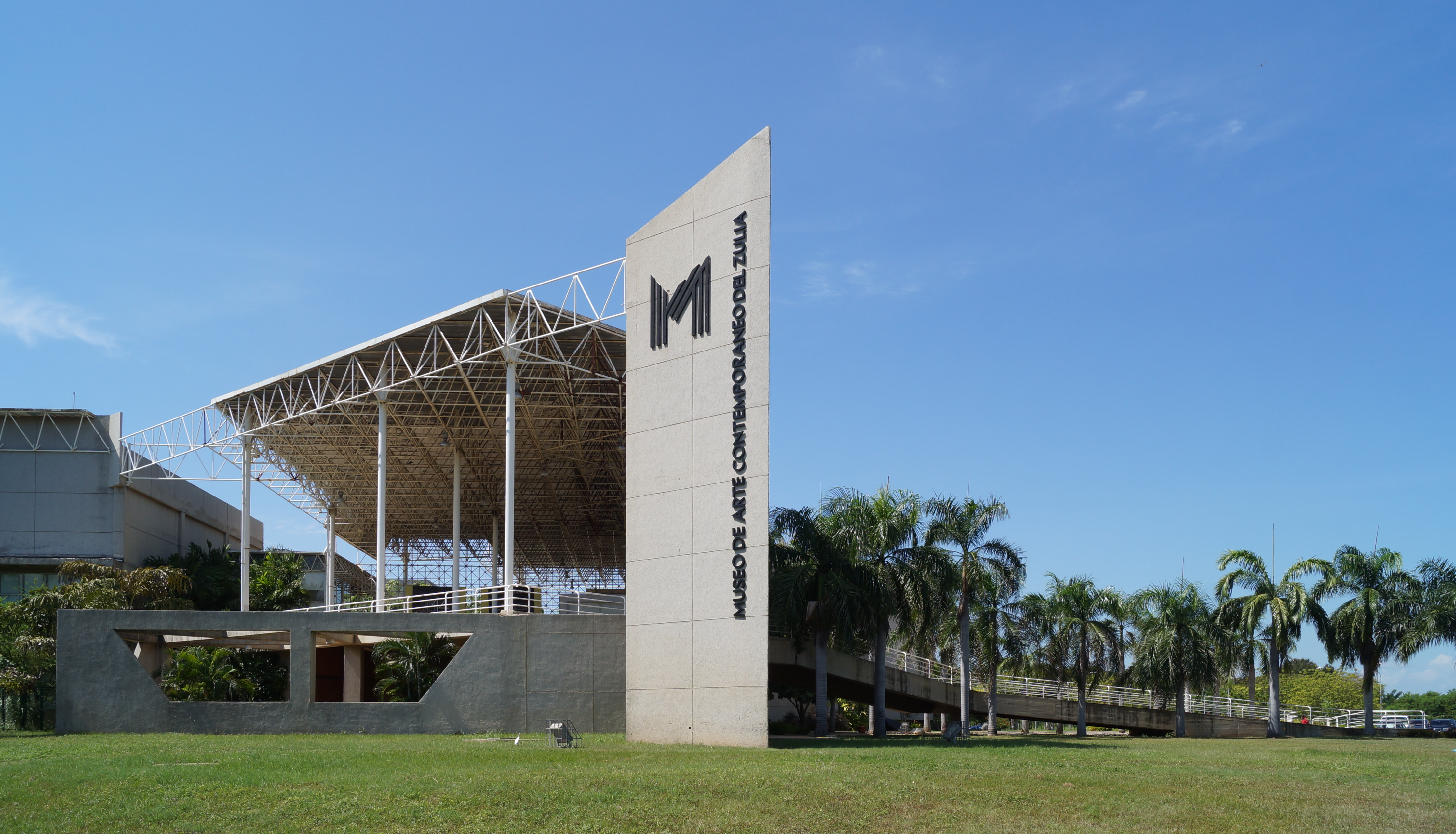
Museo de Arte Contemporáneo del Zulia.
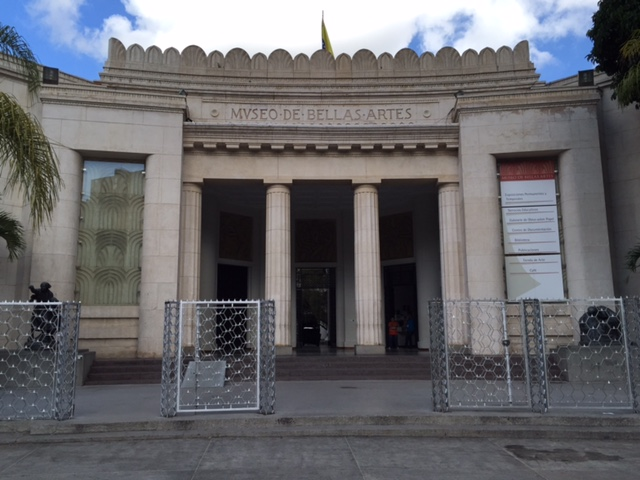
Museo de Bellas Artes de Caracas.
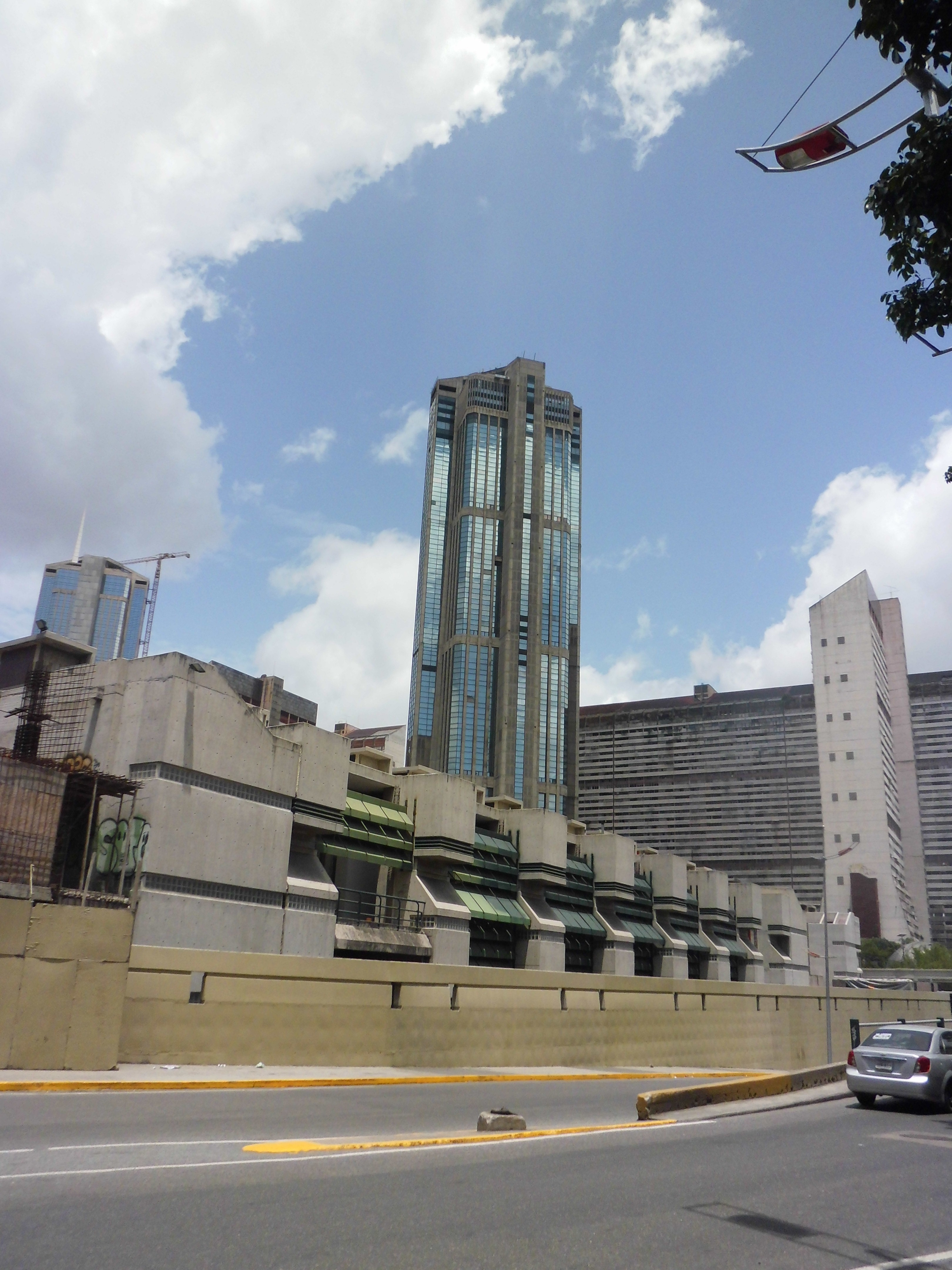
Galería de Arte Nacional.
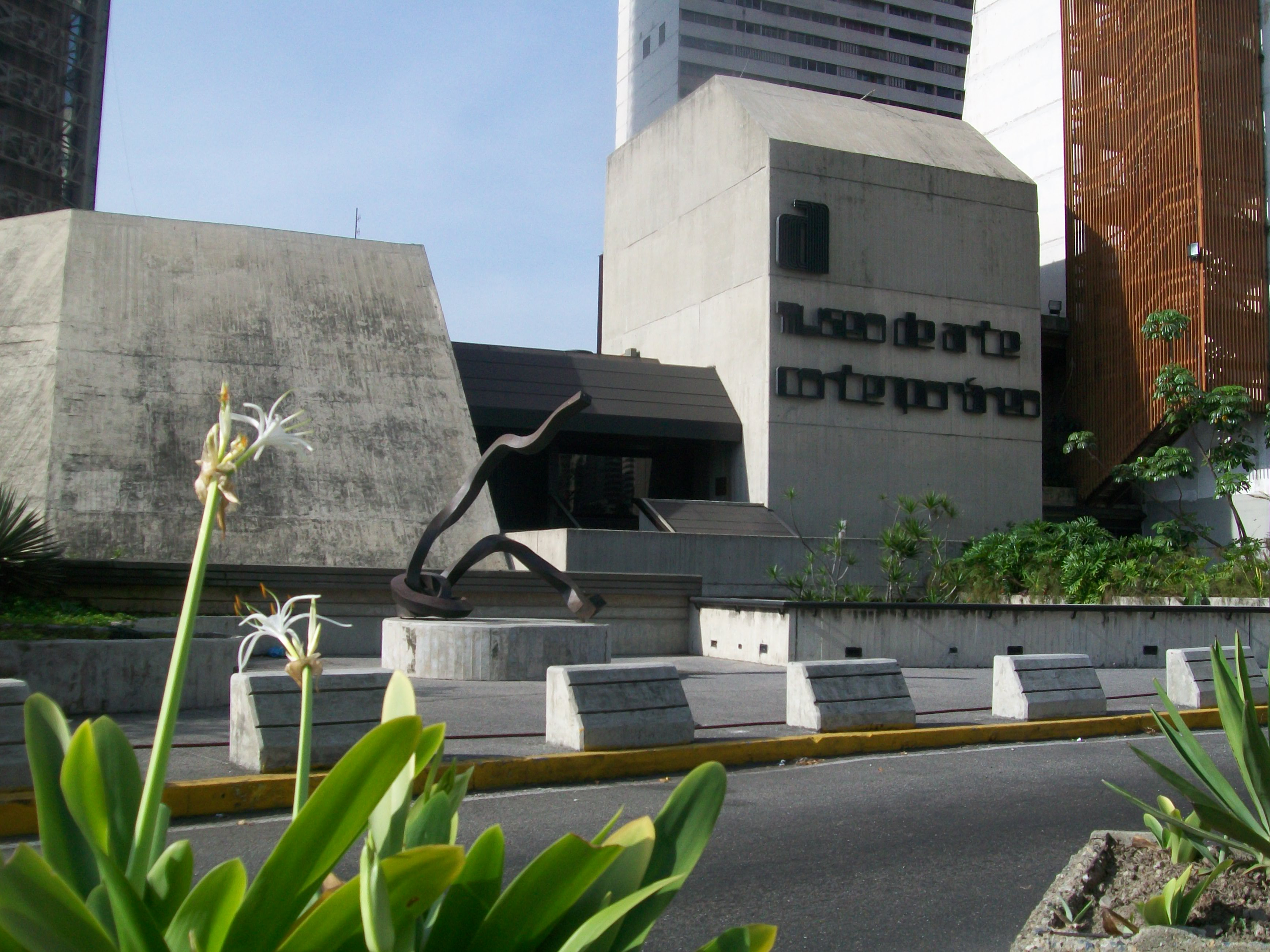
Museo de Arte Contemporáneo de Caracas.
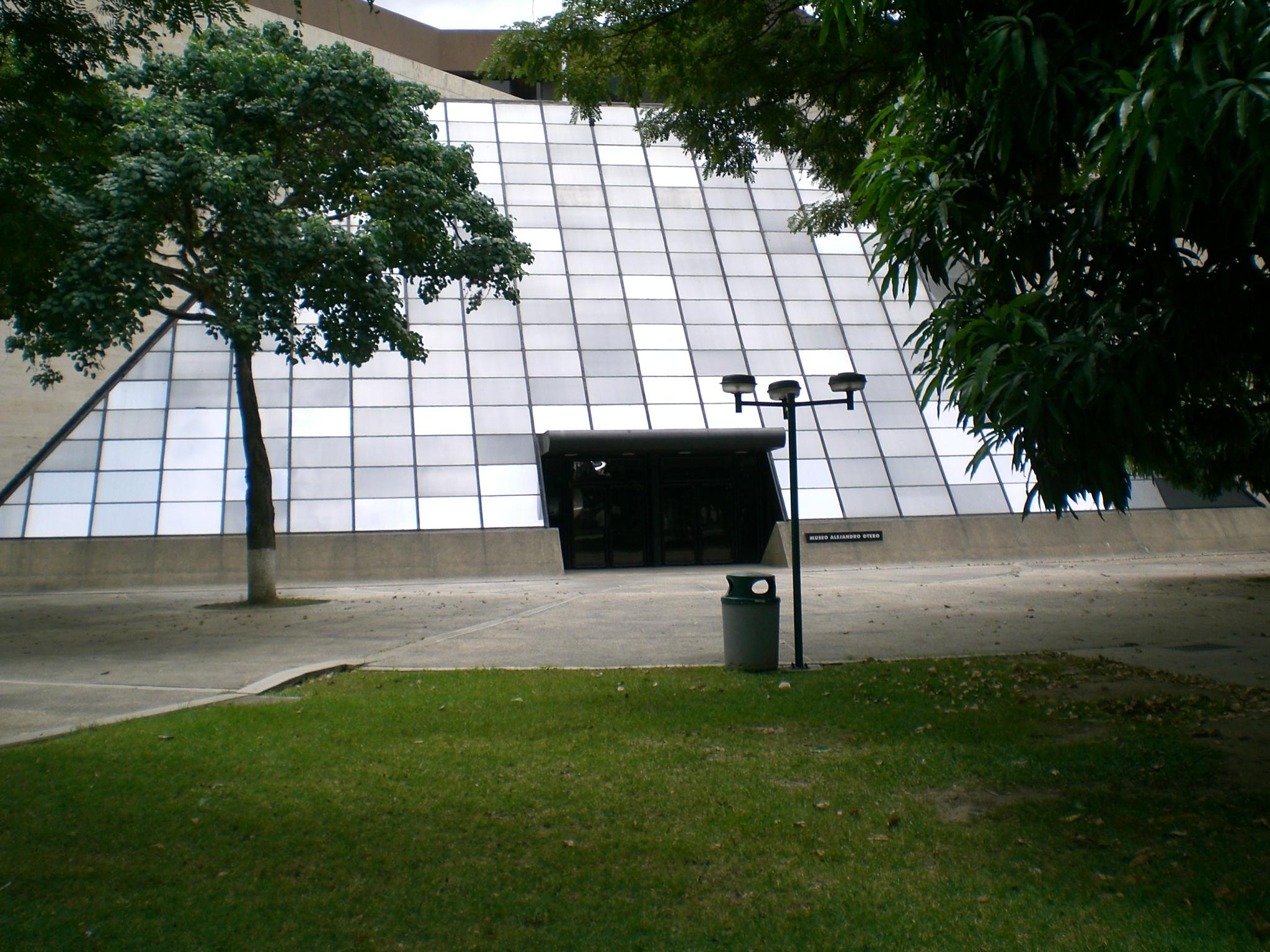
Museo Alejandro Otero.
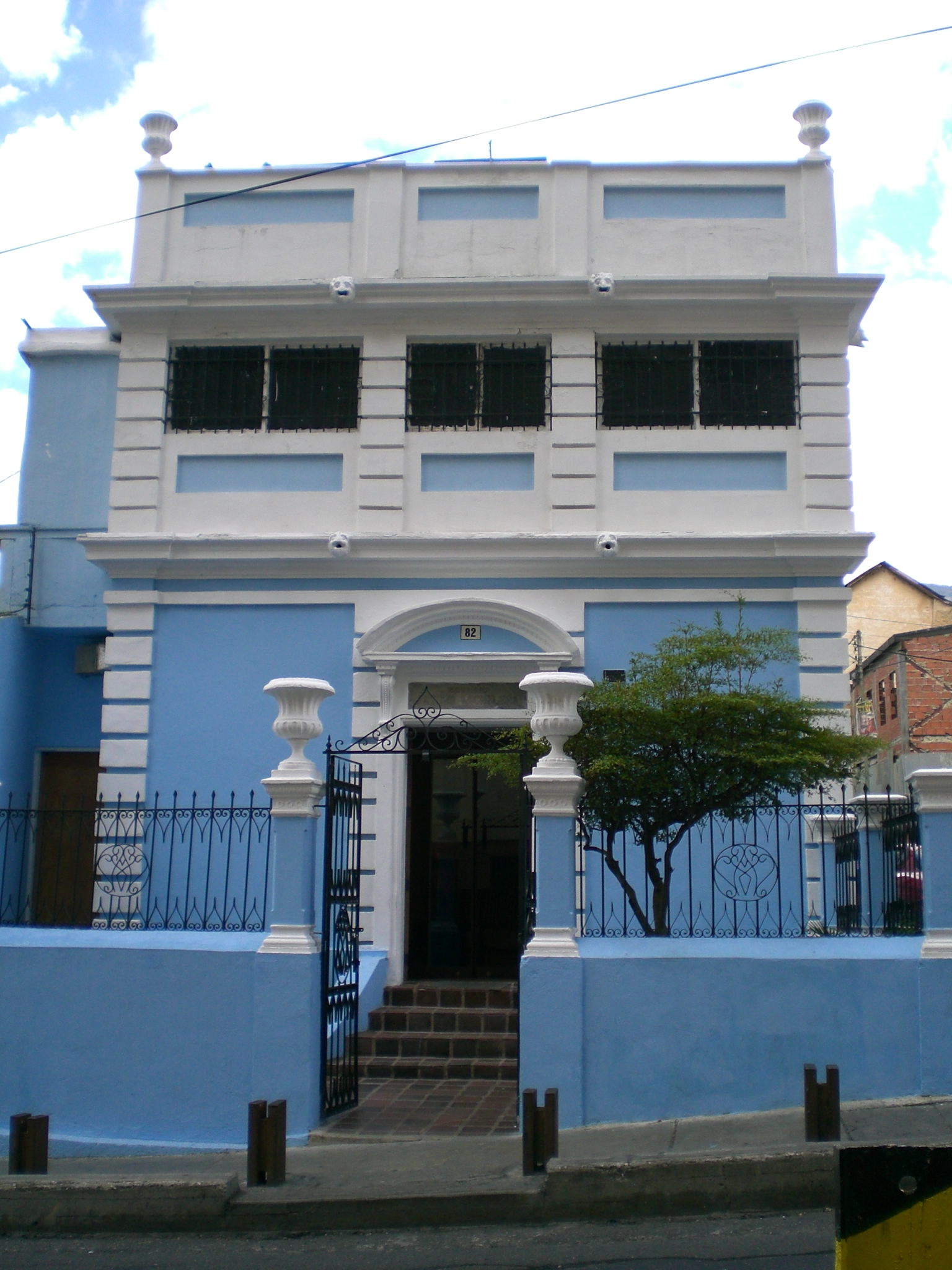
Museo Arturo Michelena de Caracas.
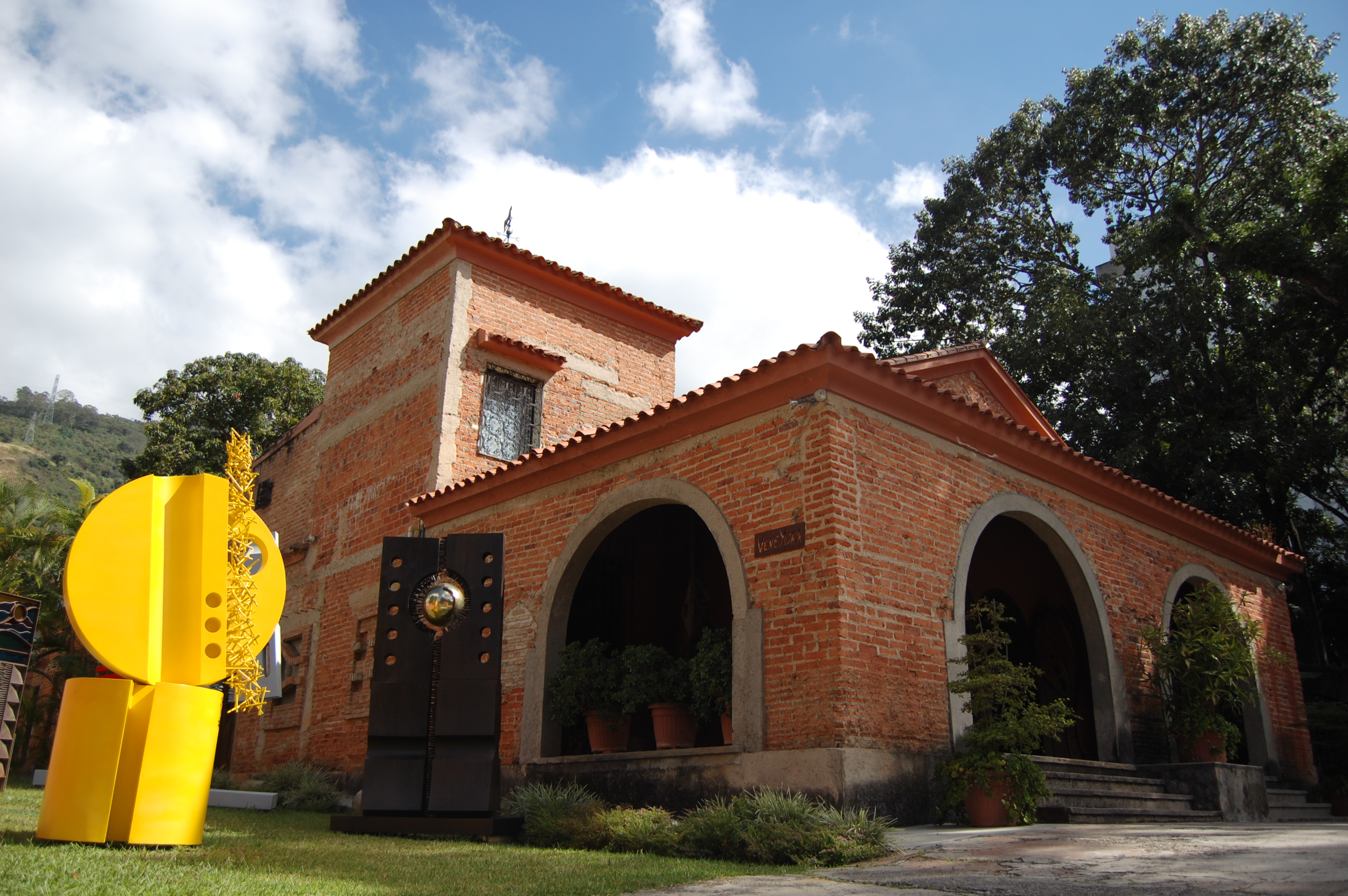
Centro de Arte Daniel Suárez.
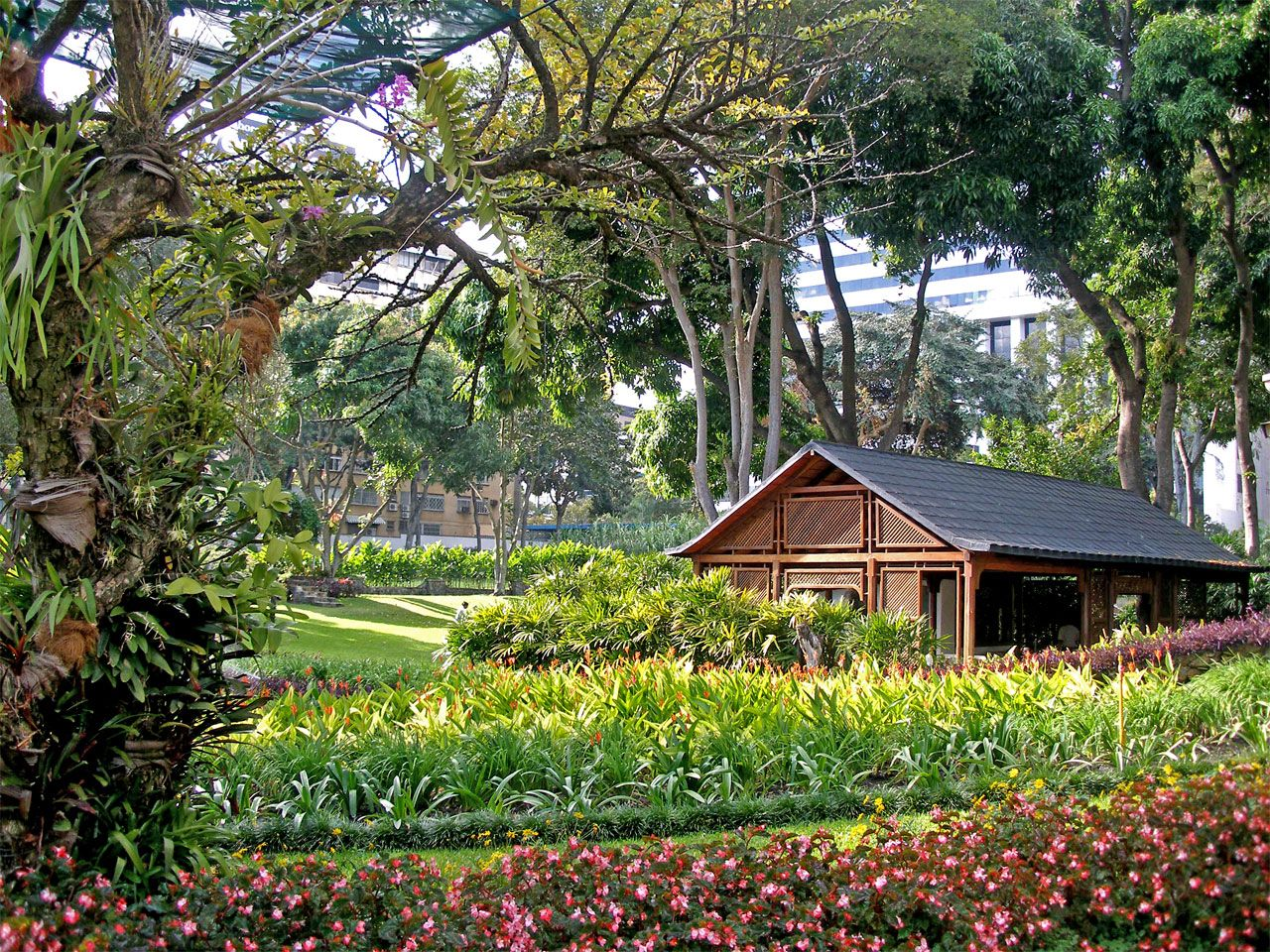
Centro de Arte La Estancia.
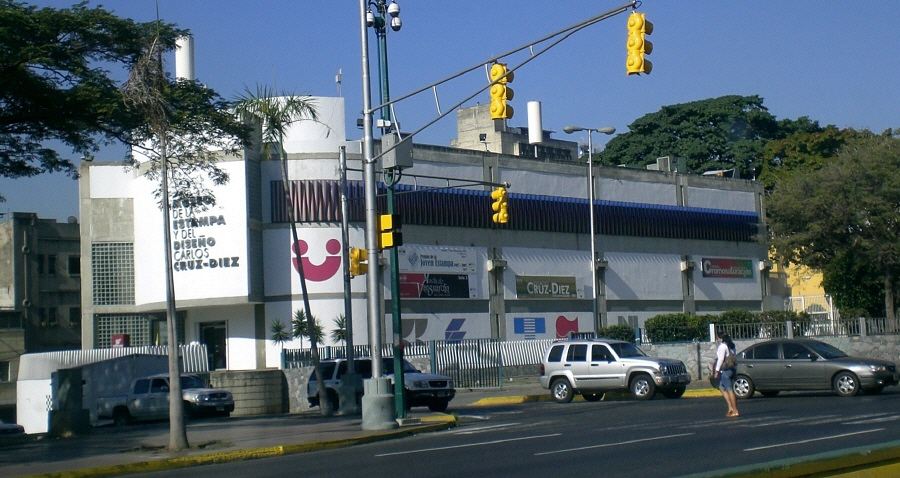
Museo Carlos Cruz Díez.
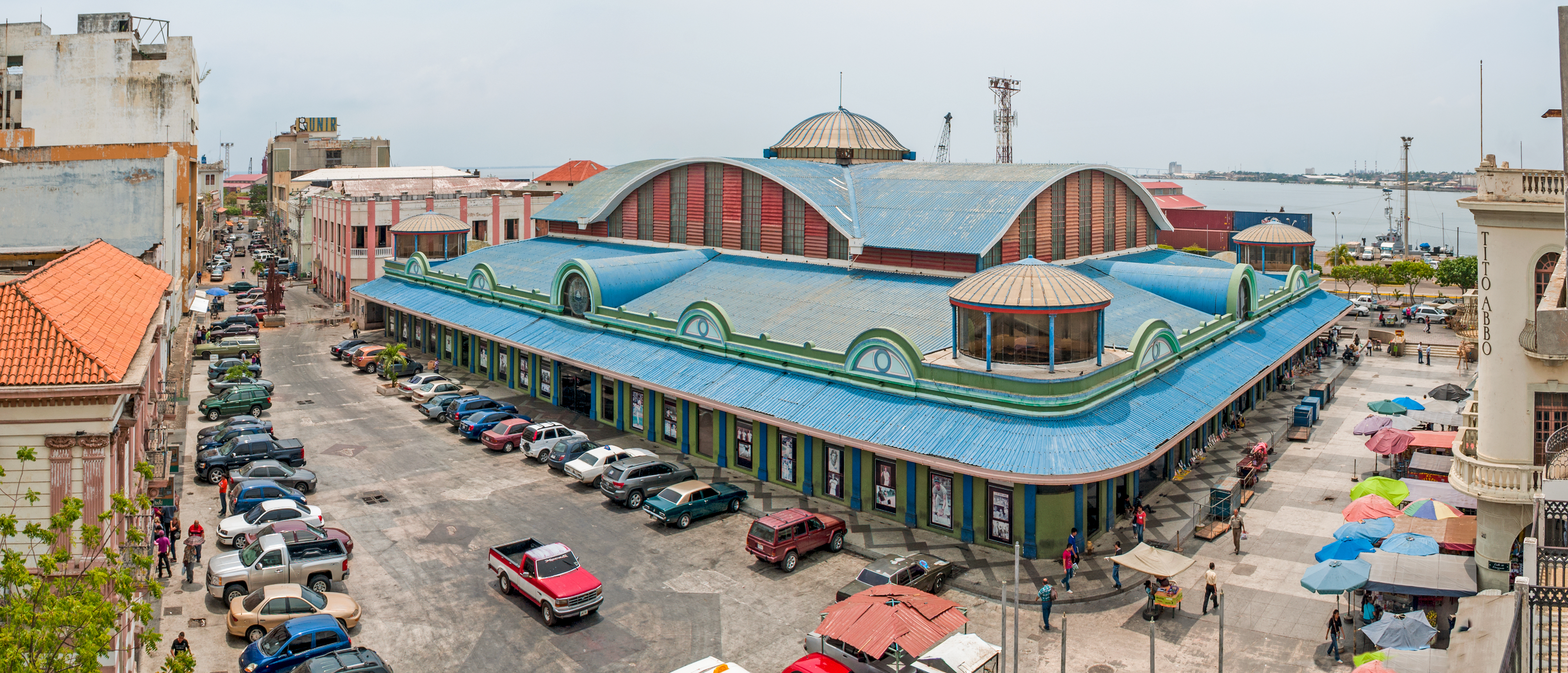
Centro de arte de Maracaibo Lía Bermúdez.

## Gastronomía
La gastronomía en Venezuela es un crisol de costumbres sociales de diferentes culturas (en principio serían indígena, negra, blanca, luego se sumarán otras por la expansión tecnológica y comercial de cada zona), con el devenir del tiempo se han fusionado, junto a la producción de alimentos local, en lo que hoy llamamos las costumbres culinarias en cada región del país, y nos identifican como venezolano

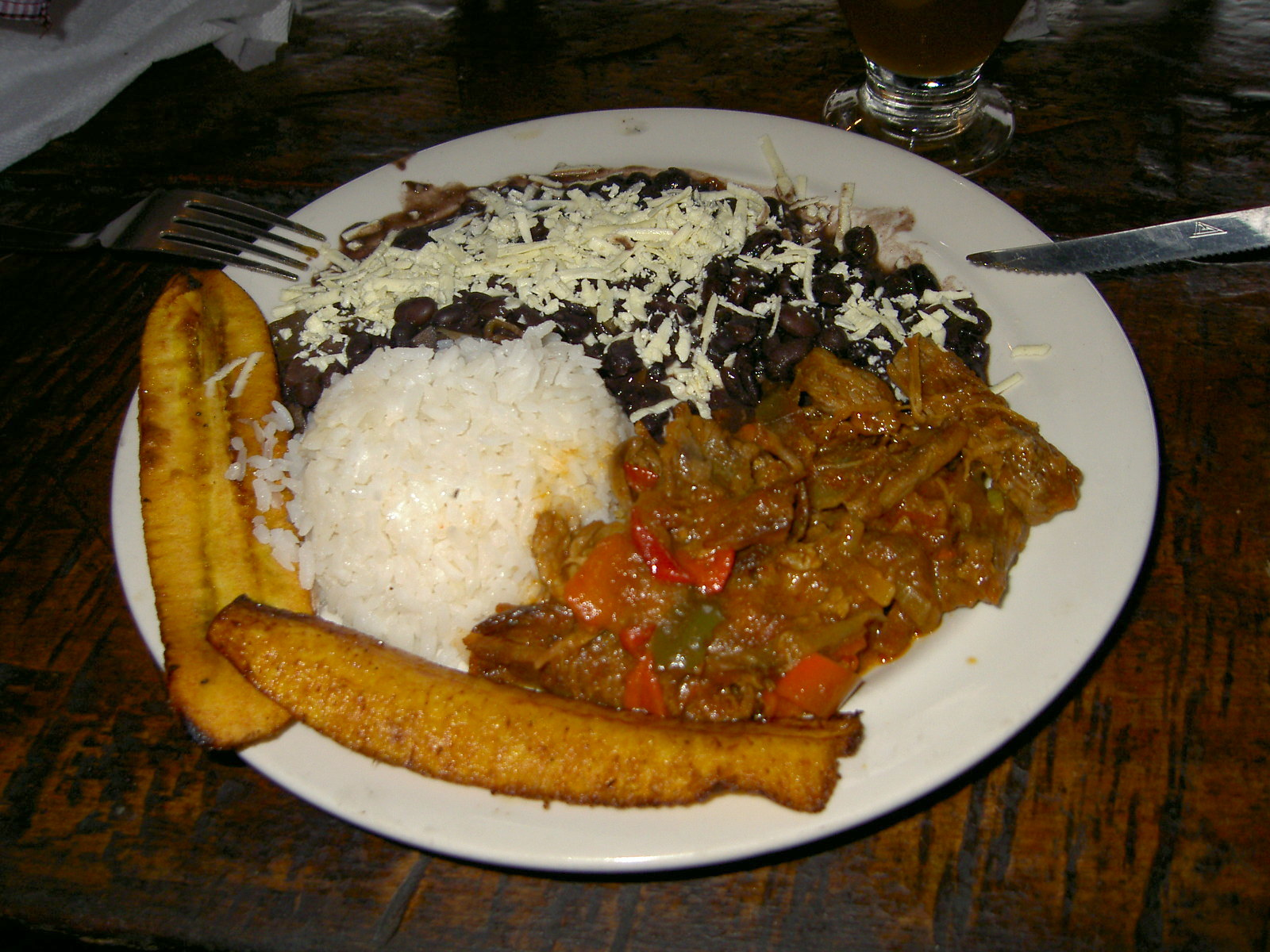
El pabellón criollo es el plato nacional de Venezuela

La población prehispánica paso de ser nómada a sedentaria, cuando se organizó en grupos, empezaron a cultivar la tierra, a través de técnicas agrícolas (conuco, sementera, agricultura itinerante y de subsistencia), de allí se obtuvo
- Yuca: tapioca, casabe, se hacen buñuelos, arepitas de yuca, licores
- maíz de dos colores: arepas, bollitos, arepitas dulces, cachapas, tortillas, chicha, mazamorra, atoles y sopas espesas
- ocumo, batata, papa,
- frijoles, quinchoncho
- auyama, mapuey, nabo, maní,
- caraotas
- frutos como guayaba, guanábana, níspero, anón, hicaco, lechosa, piña, guamo y mamey, uva de playa, jobo, cañafístola, corozo
- onoto (color amarillo a guisos o masas), vainilla, yerba saní (parecida a la mostaza blanca),
- ají dulce o misterioso (porque la misma planta puede dar frutos picantes o dulces)
- cacao,
- puchirí (con usos similares a los de la nuez moscada, en el siglo XVIII eran usadas en Italia e Inglaterra para aromatizar licores), canela,
- belembe (de hojas como la lechuga),
- achira
- lapa, picure, báquiro, tortuga, baba de los ríos
- de los mares obtenían mojarra, lisa, jurel, guabina, palometa, róbalo, parguete, cazón, pulpo, raya, mariscos, tiburón, toninas, pavón, cachama y bagre.[37]

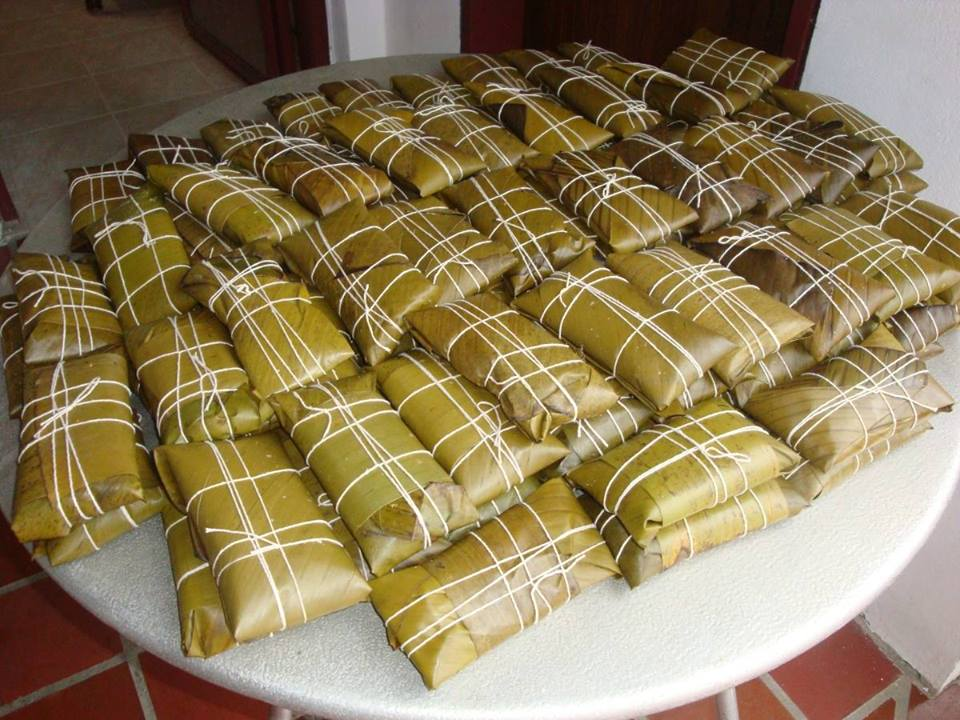
Hallacas

Con la llegada de las invasiones españolas, los cuales ya había sido invadidos siglos atrás por los pueblos romanos, árabes y asiáticos, quienes además introdujeron productos oriundos de África y la India, por tal razón el origen de sus productos no se deben solo a la península ibérica. Es así como llega a las Américas: el trigo, la vid, caña de azúcar, tubérculos, cereales arroz, leguminosas (lentejas, garbanzos), hortalizas, bulbos, tallos, como son nabo, puerros, calabacines, zanahoria, ajo, cebollas, cebollín, apio, acelga, espinaca, lechuga, berenjena, pepino; legumbres habas, frutos (melón, cítricos, higos, duraznos albaricoque, mandarina, limón, naranja, membrillo, melocotón, olivo), plantas aromáticas especias y condimentos (hinojo, anís, cilantro, perejil, comino, yerbabuena, orégano), grasas vegetales y animales. Variedad de carnes, entre las que se cuentan cerdos, reses, ovejas, aves, que enriquecieron el menú regional.
Con el desarrollo económico, la implementación de unidades de producción agrícola (haciendas y hatos), se sumó a nuestra cultura la de los esclavos africanos, ellos trajeron de sus tierras el sorgo, mijo, garbanzos, lentejas, patilla y el plátano
El patrón de consumo del venezolano ha cambiado mucho en estos últimos años, desde finales del siglo XVIII consiste en el patrón de consumo con base en plátanos-maíz-casabe-carne, en este siglo XXI y a pesar de la situación política-económica del país, según lo publicado en la Encuesta Nacional de Condiciones de Vida 2014 (ENCOVI), los principales alimentos con mayor intención de compra por el venezolano siguen siendo la harina de maíz, (10,5%), arroz (9,5%), pan-pastas (8,9%) y grasas visibles (8,7%) el pollo (8,6%) carnes (8,2%). las hortalizas, azúcar, leche, atún y sardina, queso y huevos, con valores que oscilan entre 4,1% y 5,6%; luego frutas, café, leguminosas alrededor de 3% y otros alimentos.
Con estos alimentos se preparan los desayunos o cenas típicos de los venezolanos son arepas asadas con queso y mantequilla o rellenas con carne (de esta forma también son utilizadas como almuerzos en el día a día laboral), pastelitos de queso/papa o de carne molida, tequeños o empanadas de queso/carne mechada, café con leche endulzado con azúcar o papelón, la otra fuente importante diaria de energía es el plátano, la forma de preparación para el consumo es generalmente en fritura, los almuerzos tradicionales consisten en el pabellón criollo (recopila arroz blanco, patacones/friticas o plátano frito, carne mechada y caraotas refritas), sopas o sancocho de costilla o gallina, mondongo, bollitos pelones, en las festividades navideñas tenemos hallacas, pan de jamón, pernil, ensalada rusa, dulces o postres como quesillo, conserva de lechosa con piña, manjar blanco, etc

## Música

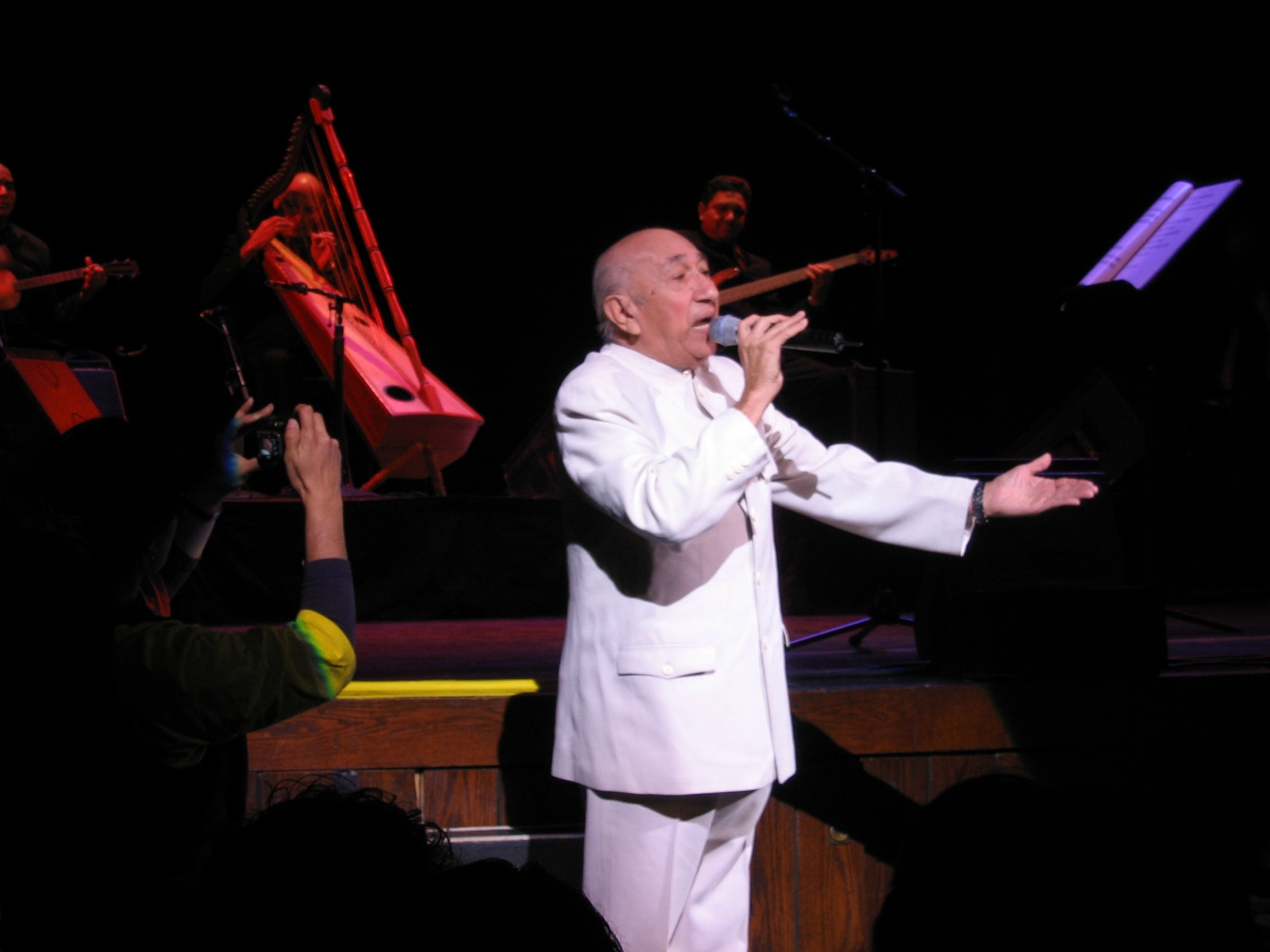
Simón Díaz fue uno de los más destacados cantantes y compositores del folclore venezolano.

La música tradicional venezolana recibe aportes  españoles, africanos e indígenas, 
donde destacan diversos géneros musicales según la región y la temporada, siendo el más difundido y representativo del país el Joropo, originado en los llanos y caracterizado por el uso de instrumentos como el arpa, el cuatro y las maracas. En la región Guayana producto de la influencia afro-antillana, se desarrolla el calipso, mientras en la región costera de Aragua y la zona de Barlovento predomina el tambor. Por su parte la Gaita zuliana, originada como un género de protesta, es reconocida a nivel nacional durante los últimos meses del año, siendo en la actualidad más comúnmente asociada a las navidades y fiestas religiosas. Su mayor exponente ha sido Ricardo Aguirre.
Debido a la influencia cultural de otros países se escucha, Hip-hop, dance, tecno, rock y el pop. El gusto musical del venezolano es muy distinto al de los países sudamericanos, solo con Colombia tienen algunos gustos en común como el joropo llanero ya que en los llanos Orientales de Colombia se produce esta manifestación musical, por ser fronterizos. El gusto musical del país es netamente caribeño, en Venezuela la salsa, el merengue y la cumbia colombiana es música para escuchar y no solo para bailar, como en otros países. Vale recalcar que la música nacional es llamada música llanera, y proviene de los principales llanos del país (Estados Apure y Barinas). Entre algunas figuras de la música venezolana cabe destacar a la pianista del siglo XIX Teresa Carreño, así el estupendo desarrollo que ha ocurrido con el movimiento de las orquestas sinfónicas juveniles.

## Literatura
La literatura en Venezuela se remonta a la literatura oral de los indígenas o afrodescendiente algunas de las cuales han sido registrados hoy en día. La literatura escrita comenzó a desarrollarse durante la época de la colonia, y los escritos de la época fueron dominados por la cultura y pensamiento de España. Las crónicas y varios estilos de poesía fueron las principales manifestaciones literarias de los años 1700. Los años 1800 y la independencia vieron el nacimiento de la literatura política, incluyendo la autobiografía de Francisco de Miranda. El romanticismo, primer género literario de importancia en Venezuela, se desarrolló a mediados de los años 1800, siendo Peonia, de Manuel Romero García el mejor ejemplo. Luego de la independencia, la literatura venezolana comenzó a diversificarse, pero apenas comenzó a evolucionar rápidamente en la época de Guzmán Blanco, entre 1870 y 1888. El comienzo del Siglo XX vio el desarrollo de varios escritores, novelistas, ensayistas y poetas de importancia, como lo fueron Andrés Eloy Blanco, Rómulo Gallegos, Luis Beltrán Prieto Figueroa Arturo Uslar Pietri, Miguel Otero Silva, Mariano Picón Salas, José Rafael Pocaterra, entre otros. La tradición literaria se estableció realmente en Venezuela a mediados del siglo XX.

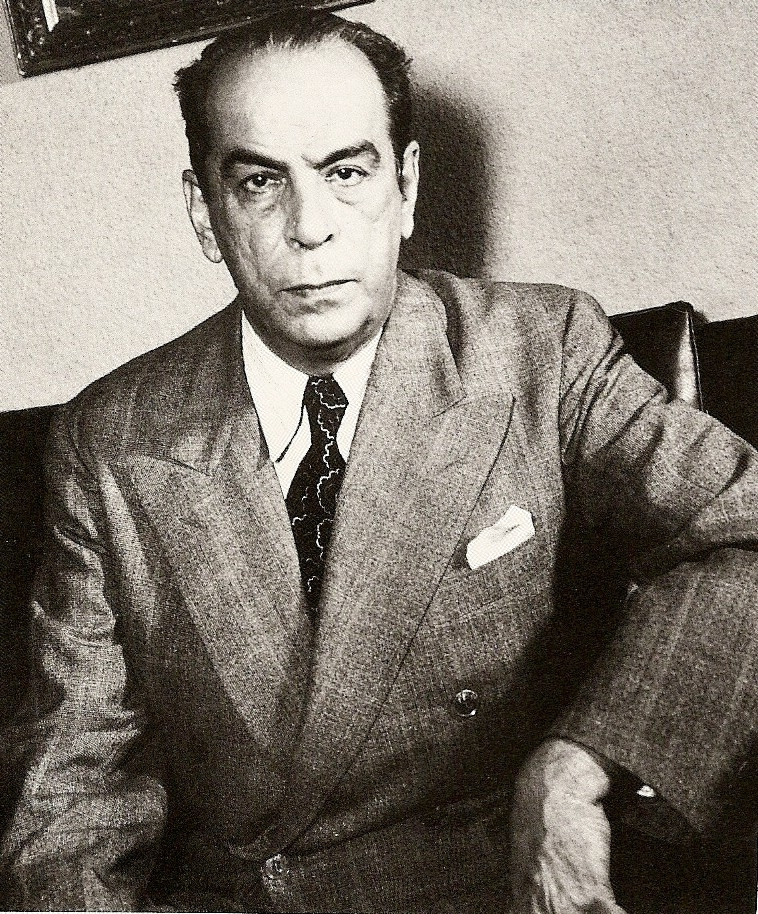
Rómulo Gallegos.
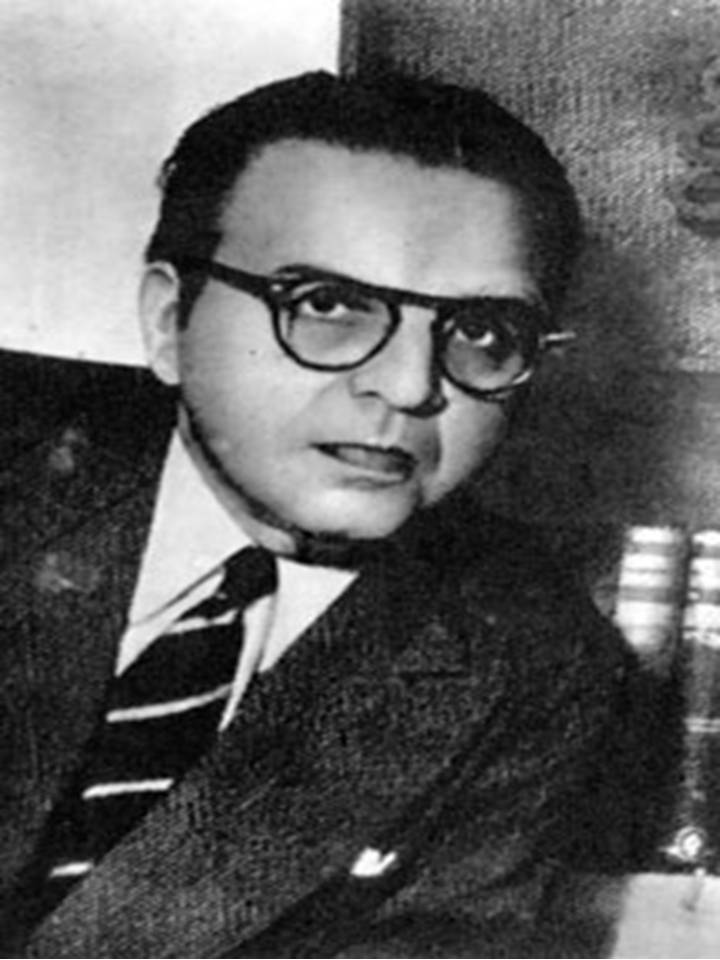
Mariano Picón Salas.
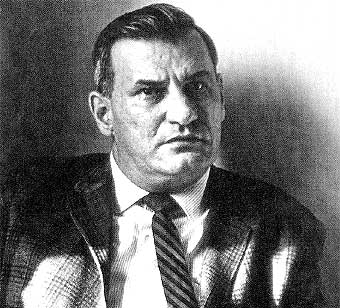
José Rafael Pocaterra.
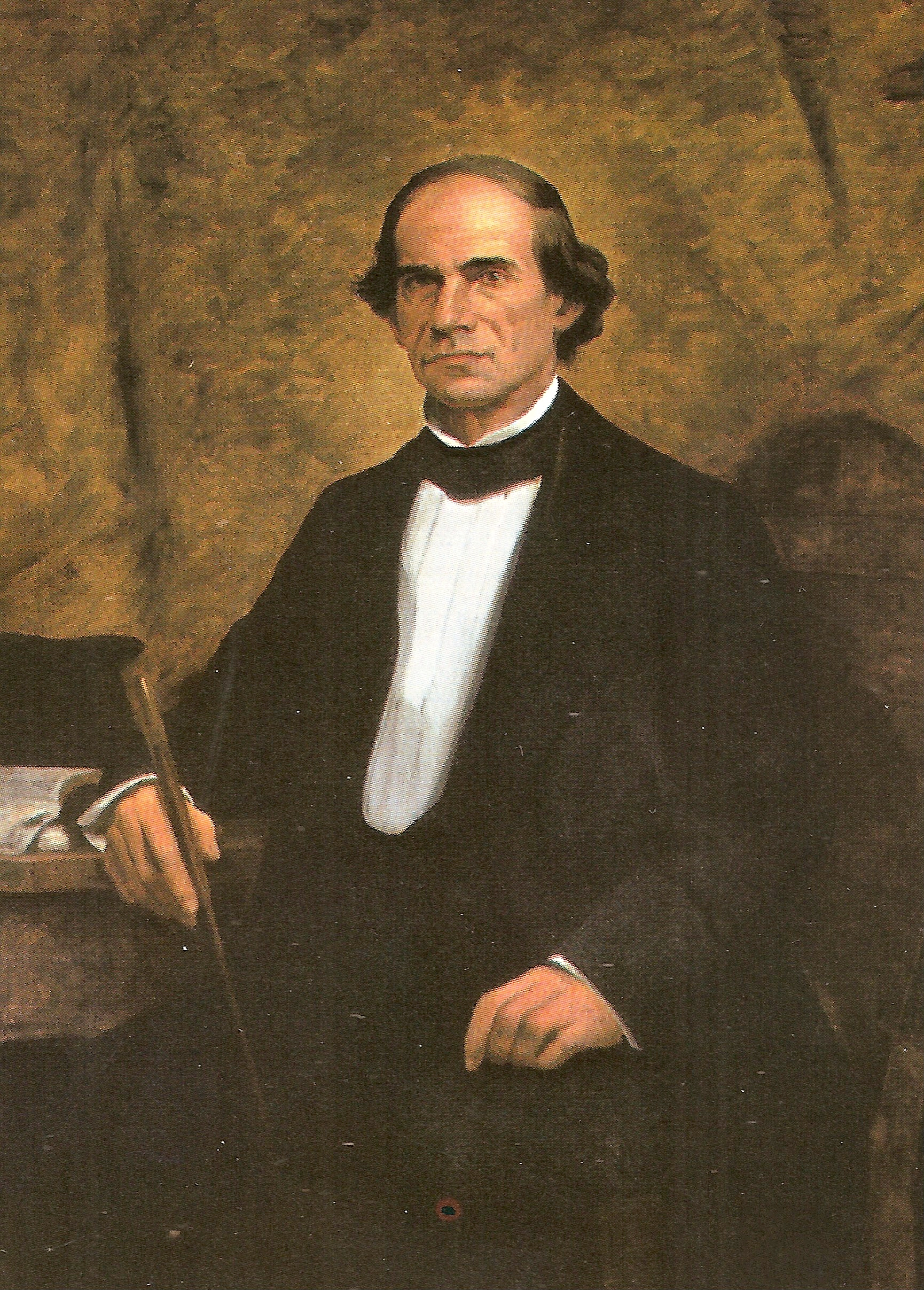
Fermín Toro.
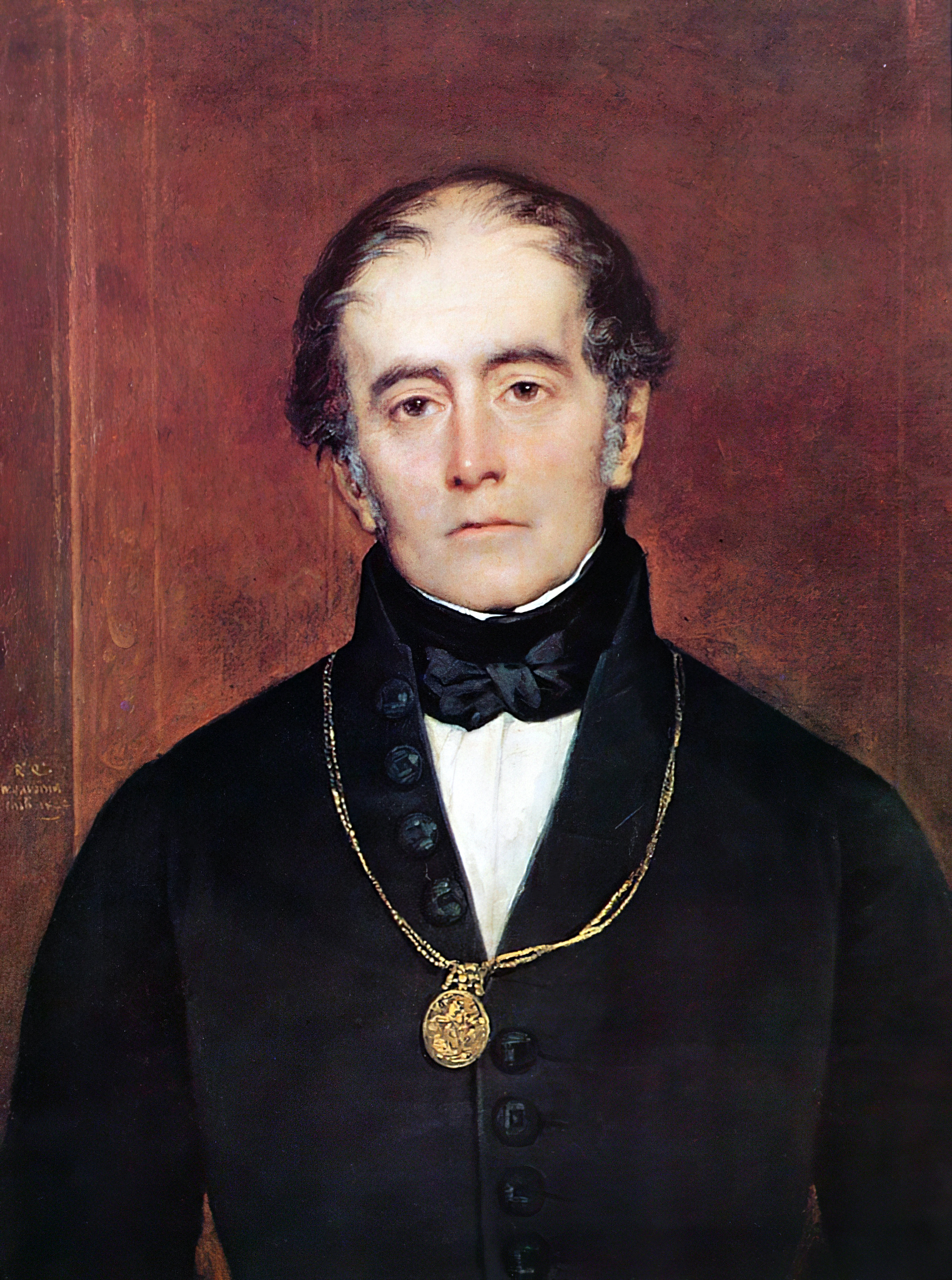
Andrés Bello.
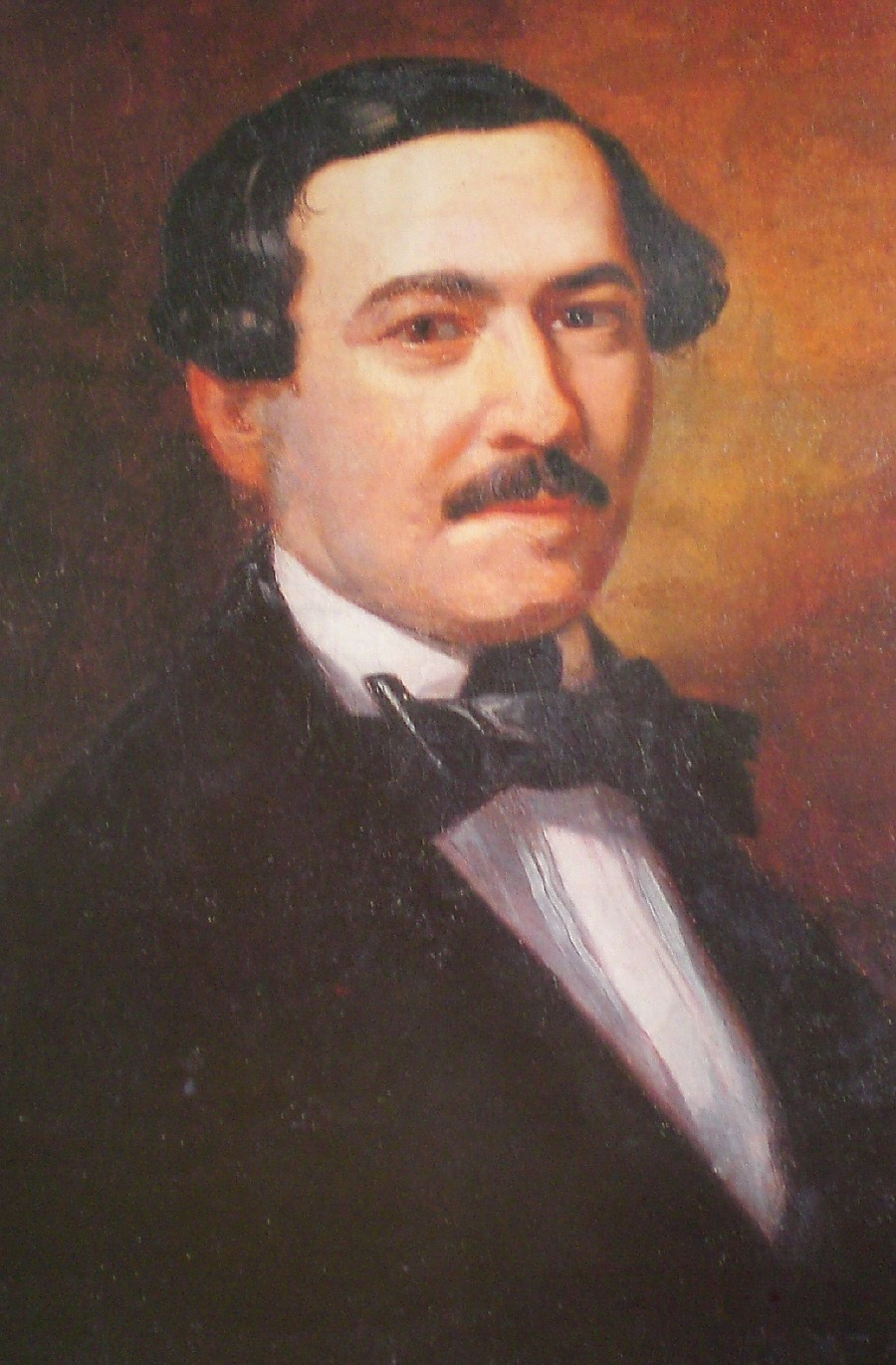
Rafael María Baralt.
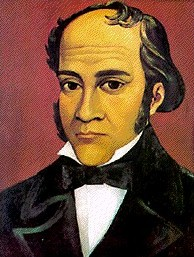
Simón Rodríguez.
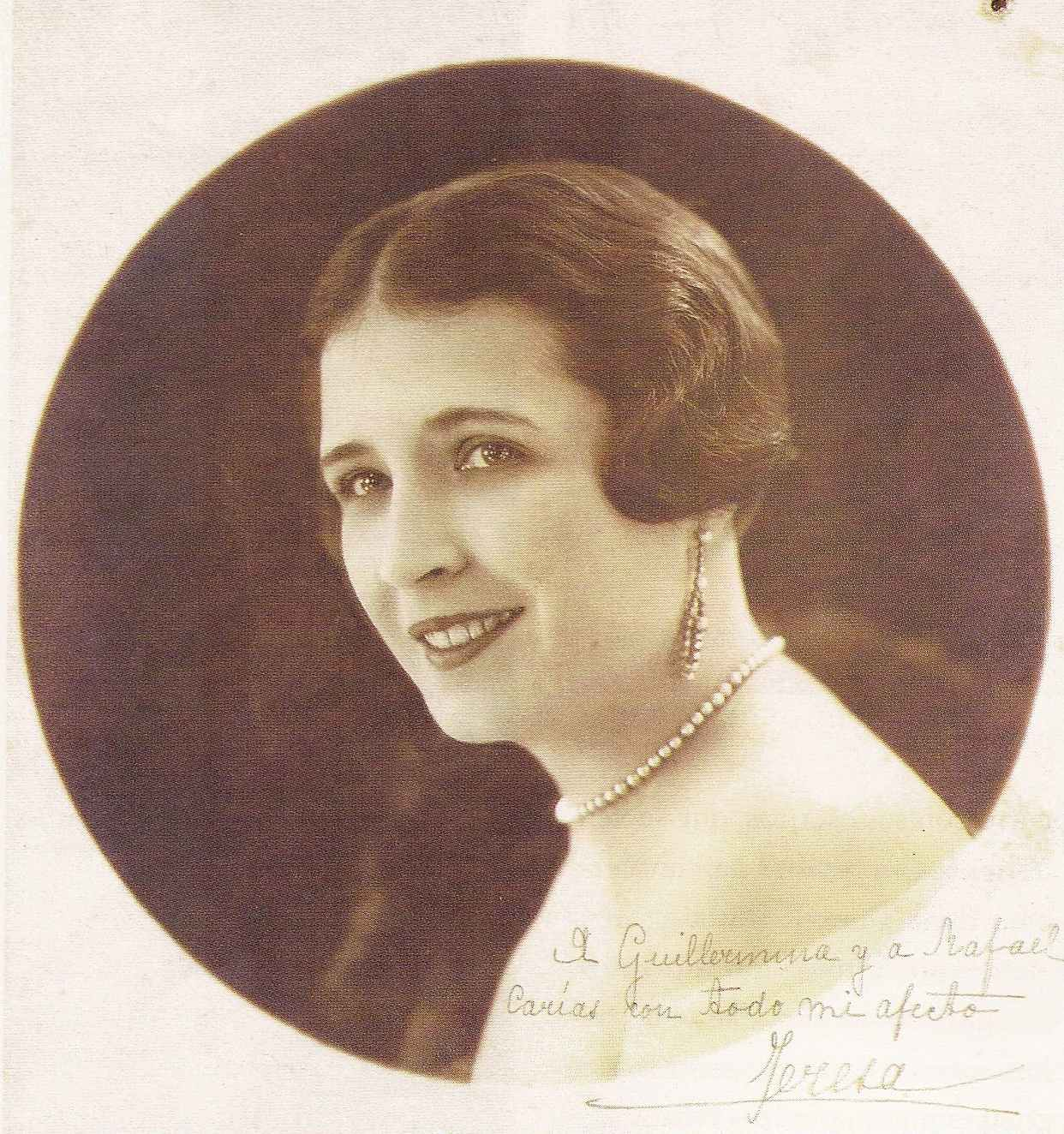
Teresa de la Parra.
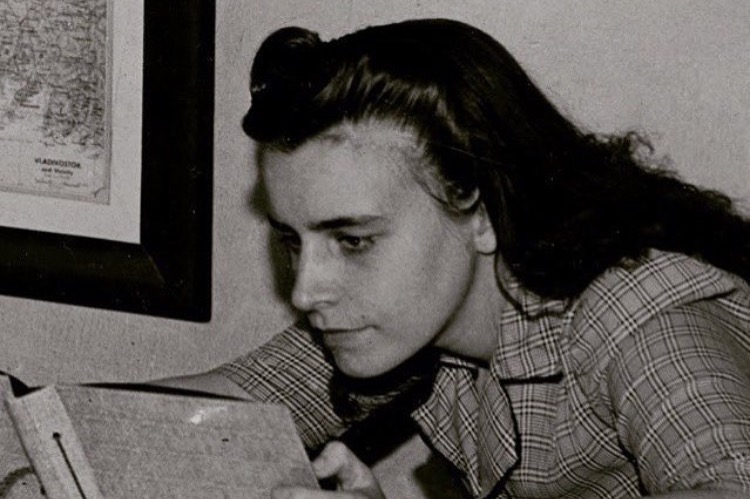
Ida Gramcko.
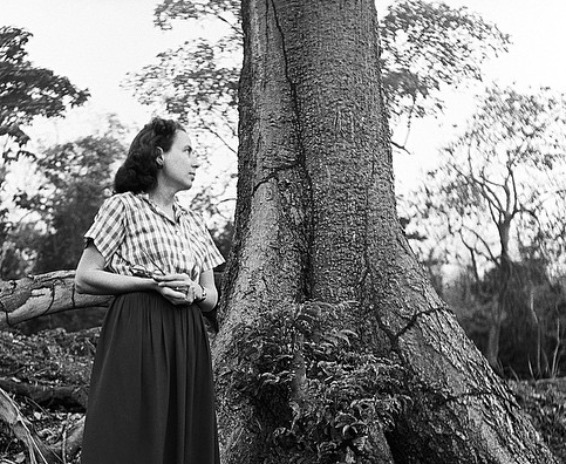
Elizabeth Schön.
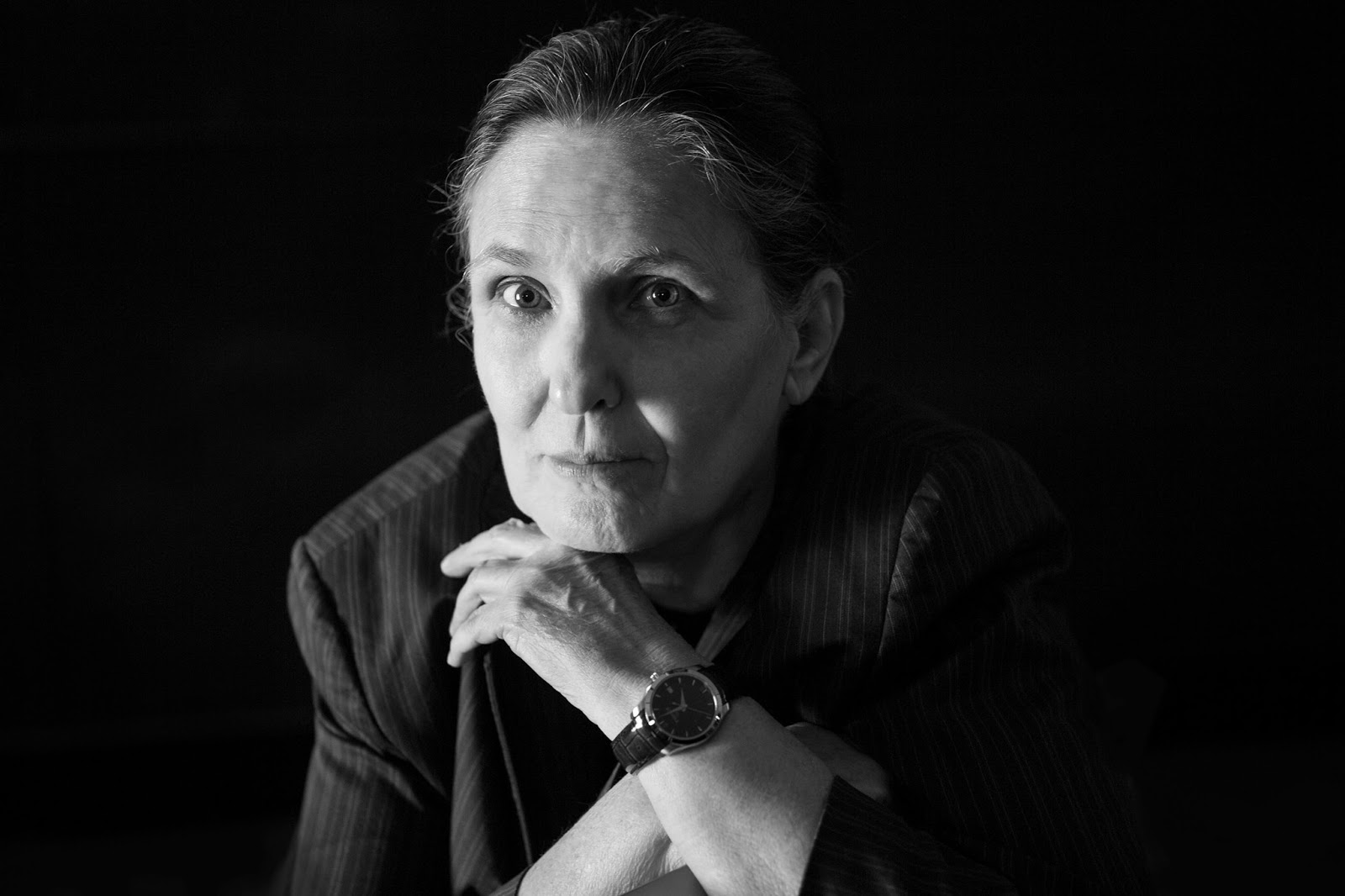
Yolanda Pantin.
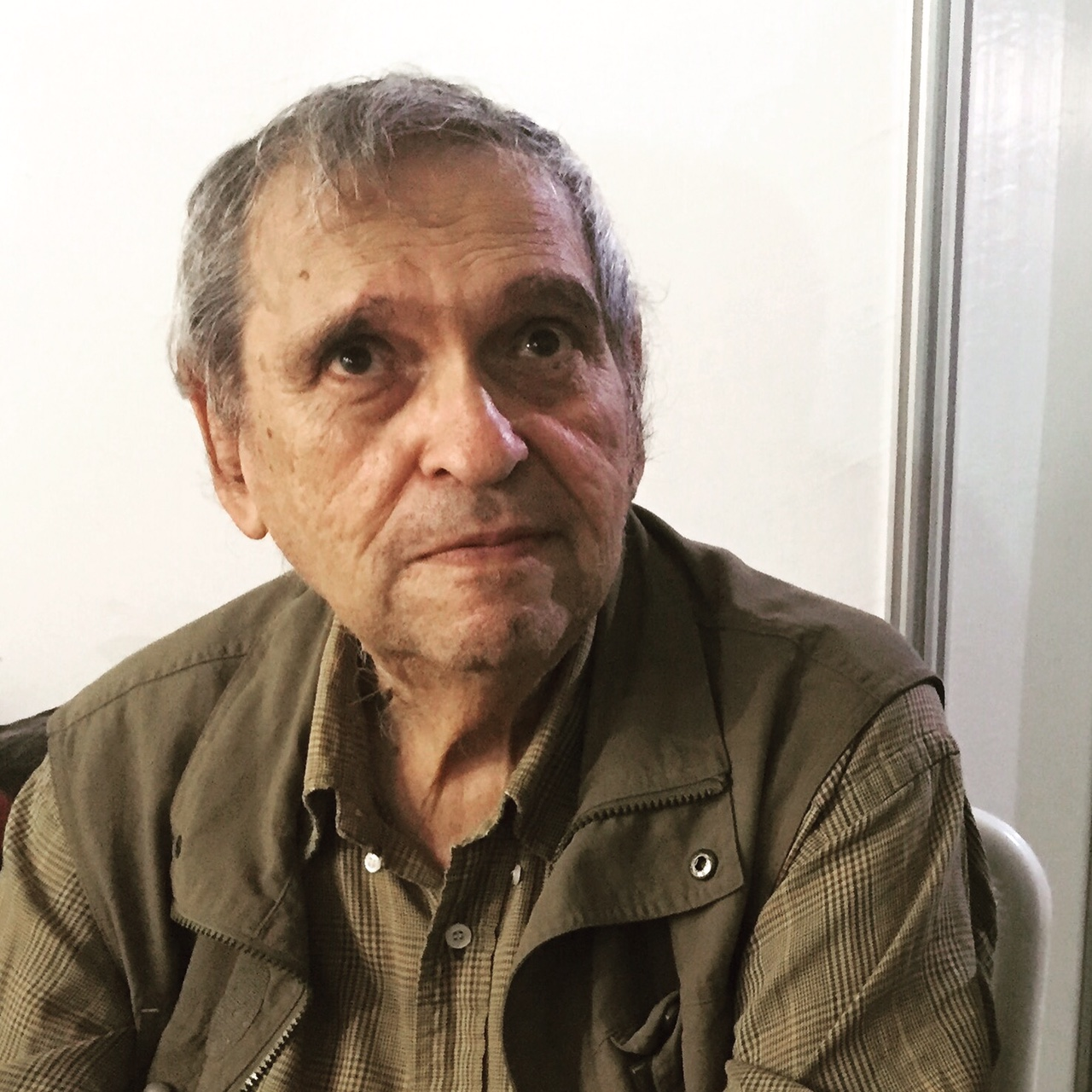
Rafael Cadenas.

## Ciencia y tecnología

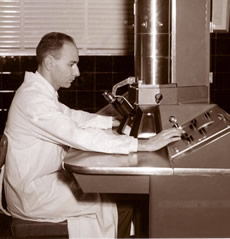
Humberto Fernández Morán.

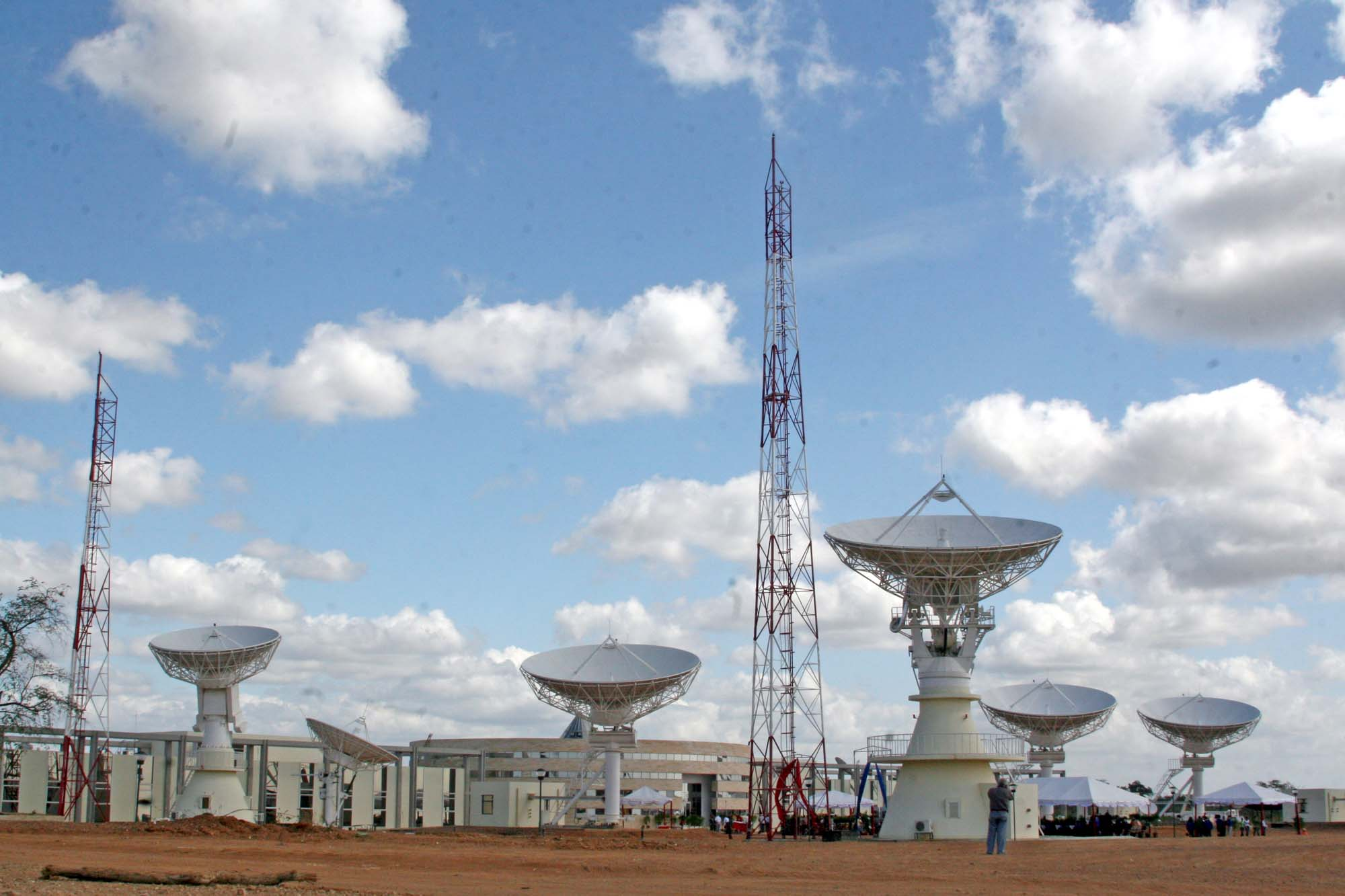
Instalaciones de la Agencia Bolivariana para Actividades Espaciales.

Venezuela ha contado con varios científicos que han contribuido de manera notable a las ciencias naturales y médicas, así como al avance tecnológico. La primera vacuna para la cura de la lepra y contra la leishmaniasis fue desarrollada por Jacinto Convit, mientras que Baruj Benacerraf efectuó demostraciones sobre las respuestas inmunes frente a antígenos y su variación en cada persona, lo que le hizo co-merecedor del Premio Nobel en Fisiología o Medicina en 1980. En el campo de la tecnología, Humberto Fernández Morán contribuyó al desarrollo del microscopio electrónico y del bisturí de diamante, este último de su propia inventiva, y fue el primero en introducir el concepto de crioultramicrotomía.
Históricamente, el primer vestigio de tecnología hecha por venezolanos se encuentra en el desarrollo de la pinza de Rincones, que permitía recuperar piezas en los pozos petroleros. Las actividades tecnológicas en el país cobrarían un nuevo impulso hacia mediados del siglo XX, con la creación de nuevos institutos destinados a la promoción y profesionalización de la actividad científica y tecnológica en el país. Tales planteles, como el Consejo Nacional de Investigaciones Científicas y Tecnológicas (CONICIT) y el Instituto Venezolano de Investigaciones Científicas, son los principales referentes en estas materias. Todos están adscritos al Ministerio de Ciencia y Tecnología. Por otra parte está el Observatorio Astronómico Nacional de Llano del Hato que, a 3.600 m s. n. m., es uno de los enclavados a mayor altura en el mundo.
Las labores actuales en el campo de la tecnología incluyen el desarrollo del Tren Electromagnético Venezolano (TELMAGV), y la activación del Simón Bolívar I, el primer satélite venezolano, el cual fue lanzado en 2008, y con el que se espera agilizar los servicios comunicacionales, e impulsar la telemedicina y la educación en el país. También han tenido lugar desarrollos en el campo de la informática.
Otros hombres de ciencias que vale la pena mencionar son Alejandro de Humboldt, Pehr Löfling, Adolfo Ernst, Henri Pittier, Arnoldo Gabaldón, Baruj Benacerraf, Jacinto Convit, Tobías Lasser, Marcel Roche, Gilberto Rodríguez, Francisco Tamayo Yepes y más.

## Fiestas
| Fecha            | Nombre en castellano                      | Nombre local                        | Notas                                  |
| ---------------- | ----------------------------------------- | ----------------------------------- | -------------------------------------- |
| 1 de enero       | Año Nuevo                                 | Año nuevo                           | No laborable.                          |
| 6 de enero       | Epifanía                                  | Día de los Reyes Magos              | Llamado popularmente Día de Reyes      |
| 14 de enero      | Día de la Divina Pastora                  | Día de la Divina Pastora            | Estado Lara                            |
| 15 de enero      | Día del Maestro                           | Día del Maestro                     |                                        |
| Febrero o marzo  | Carnaval                                  | Carnaval                            | No laborable.                          |
| Marzo o abril    | Semana Santa                              | Semana Santa                        | Feriado móvil (jueves, Viernes Santo). |
| 19 de abril      | Declaración de la Independencia           | Grito de Independencia              | Feriado                                |
| 1 de mayo        | Día Internacional del Trabajo             | Día del trabajador                  | No laborable.                          |
| 24 de junio      | Batalla de Carabobo y Día del Ejército    | Batalla de Carabobo                 | Inamovible.                            |
| 5 de julio       | Firma del Acta de Independencia           | Día de la Independencia             | Inamovible                             |
| 24 de julio      | Natalicio de Simón Bolívar                | Natalicio de Simón Bolívar          | Inamovible.                            |
| 8 de septiembre  | Día de Nuestra Señora del Valle           |                                     |                                        |
| 11 de septiembre | Día de Nuestra Señora de Coromoto         |                                     |                                        |
| 12 de octubre    | Día de la resistencia indígena            | Feriado                             |                                        |
| 1 de noviembre   | Día de Todos Los Santos                   | Día de Todos Los Santos             |                                        |
| 2 de noviembre   | Día de los Difuntos                       | Día de los Muertos                  | Inamovible.                            |
| 18 de noviembre  | Día de la Virgen de Chiquinquirá          | Día de la Chinita                   |                                        |
| 17 de diciembre  | Conmemoración de la Muerte del Libertador | Muerte del Libertador Simón Bolívar | Inamovible.                            |
| 24 de diciembre  | Navidad                                   | Navidad                             | No laborable                           |
| 31 de diciembre  | Fin de año                                | Último día del año                  | No laborable                           |

## Deportes

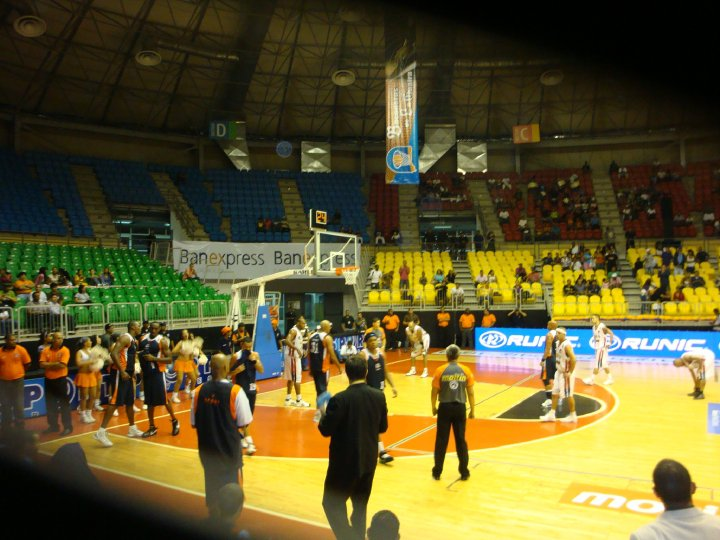
Juego en el Domo José María Vargas de equipos pertenecientes a la Liga Profesional de Baloncesto de Venezuela.

El béisbol y el fútbol son los deportes más practicados en Venezuela ya que son los deportes más populares del país. También se practica de manera muy popular el baloncesto. 
Entre los deportes individuales el más destacado en Venezuela es el boxeo, con una amplia fanaticada, y el país ha proyectado a grandes pugilistas a nivel internacional. Venezuela en los Juegos Olímpicos ha destacado históricamente en deportes como atletismo, boxeo, halterofilia, ciclismo, taekwondo y esgrima.
El coleo es un deporte típicamente llanero en el cual un conjunto de jinetes montados en caballos debe tomar la cola de un novillo intentando hacerlo caer en la pista de arena o manga de coleo. Se puede asistir como participar. Actualmente es considerado como el deporte nacional de Venezuela.